# Impresionismo

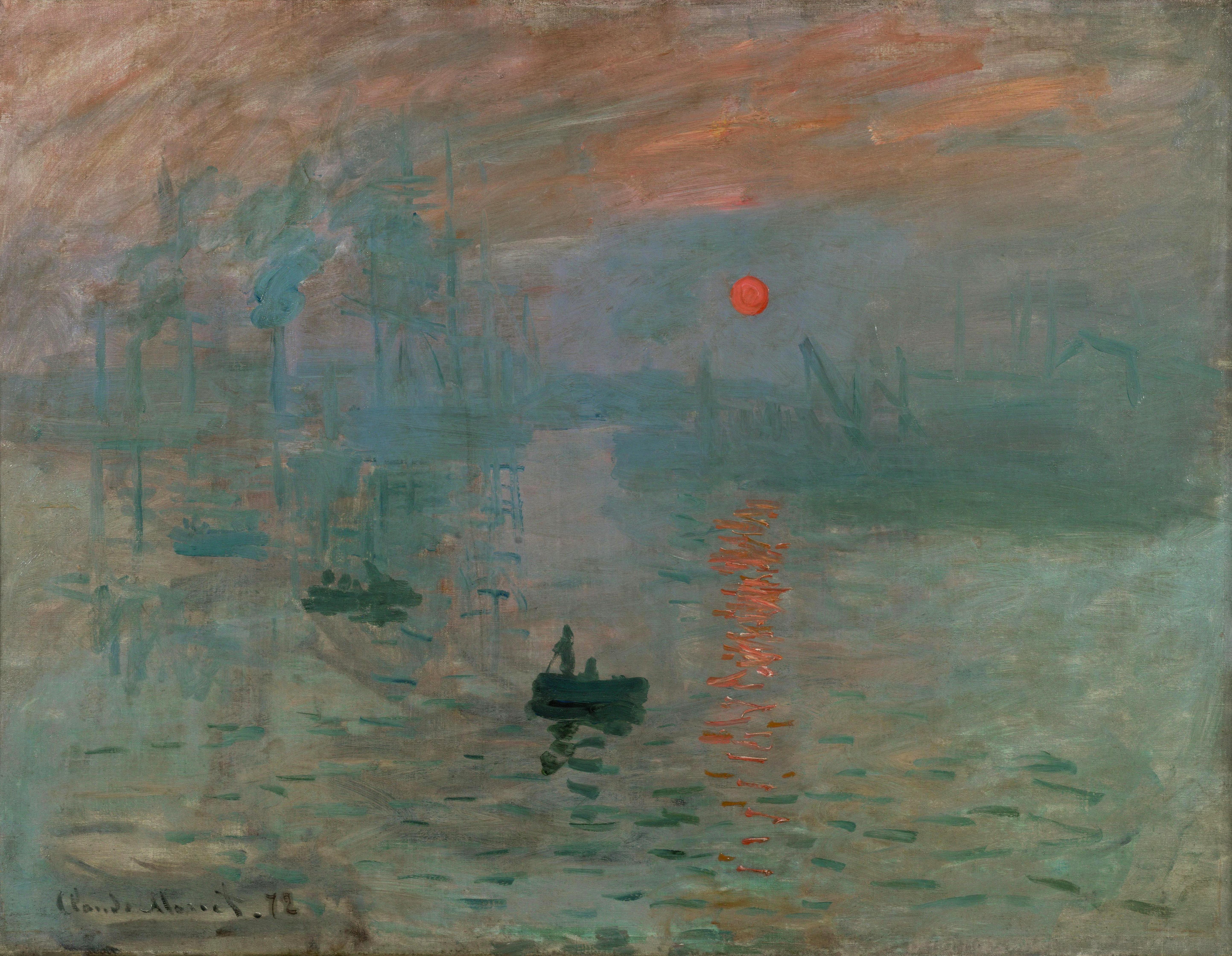
Claude Monet, Impression: soleil levant, 1872-1873 (París, Museo Marmottan Monet). Cuadro al que debe su nombre el movimiento.

El impresionismo  es un movimiento artístico inicialmente definido para la pintura impresionista, a partir del comentario despectivo de un crítico de arte (Louis Leroy) ante el cuadro Impresión, sol naciente de Claude Monet, generalizado a otros expuestos en el salón de artistas independientes de París entre el 15 de abril y el 15 de mayo de 1874 (un grupo en el que estaban Camille Pissarro, Edgar Degas, Pierre-Auguste Renoir, Paul Cézanne, Alfred Sisley, Berthe Morisot).
Aunque el adjetivo «impresionistas» se ha aplicado para etiquetar productos de otras artes, como la música (impresionismo musical —Claude Debussy—) y la literatura (literatura del Impresionismo; hermanos Goncourt), sus particulares rasgos definitorios (luz, color, pincelada, plenairismo) lo hacen de muy difícil extensión, incluso para otras artes plásticas como la escultura (Auguste Rodin) y la arquitectura; de tal modo que suele decirse que el impresionismo en sentido estricto solo puede darse en pintura y quizá en fotografía (pictorialismo) y cine (cine impresionista francés o première avant-garde: Abel Gance, Jean Renoir; hijo del pintor impresionista Auguste Renoir).
El movimiento plástico impresionista se desarrolló a partir de la segunda mitad del siglo XIX en Europa —principalmente en Normandía (Giverny y la costa normanda principalmente)— caracterizado, a grandes rasgos, por el intento de plasmar la luz (la «impresión» visual) y el instante, sin reparar en la identidad de aquello que la proyectaba. Es decir, si sus antecesores pintaban formas con identidad, los impresionistas pintaban el momento de luz, más allá de las formas que subyacen bajo este. Fue clave para el desarrollo del arte posterior, a través del posimpresionismo y las vanguardias.

## Representantes
- Gustave Courbet (1819-1877), uno de los precursores del Impresionismo.
- Édouard Manet (1832-1883), perteneció al Grupo Impresionista.
- Edgar Degas (1834-1917), miembro fundador e histórico del Grupo impresionista.
- Paul Cézanne (1839-1906), miembro fundador e histórico del Grupo Impresionista.
- Claude Monet (1840-1926), miembro fundador e histórico del Grupo Impresionista.
- Pierre-Auguste Renoir (1841-1919), fundador y miembro histórico del Grupo Impresionista.
- Berthe Morisot (1841-1895), fundadora y miembro histórico del Grupo Impresionista.
- Francesco Filippini (1841-1870), precursor y fundador de los impresionistas italianos.
- Mary Cassatt (1844-1926), miembro del Grupo Impresionista.

## Precedentes

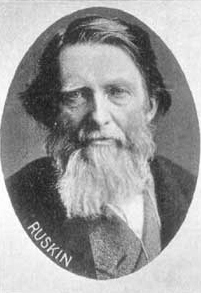
John Ruskin, Importante teórico inglés del Romanticismo, defendía la impresión frente a la descripción.

### Paisajistas ingleses
En la primera mitad del siglo XIX, en pleno romanticismo, Joseph Mallord William Turner y John Constable —pintores paisajistas ingleses— sentarían las bases sobre las que más adelante trabajarían los impresionistas.
De Turner tomarían los impresionistas su gusto por la fugacidad, las superficies borrosas y vaporosas y el difuminado y mezcla de amarillos y rojos intensos, así como la descripción de un momento visual más allá de la descripción formal, en el que la luz y los colores dan lugar a una «impresión» más poderosa. El máximo exponente de estas características lo encontramos en Lluvia, vapor y velocidad (1844) National Gallery de Londres, un cuadro considerado como el origen del impresionismo. Los impresionistas eliminarán el componente sublime de la obra de Turner, propio de la pintura romántica.

### Édouard Manet

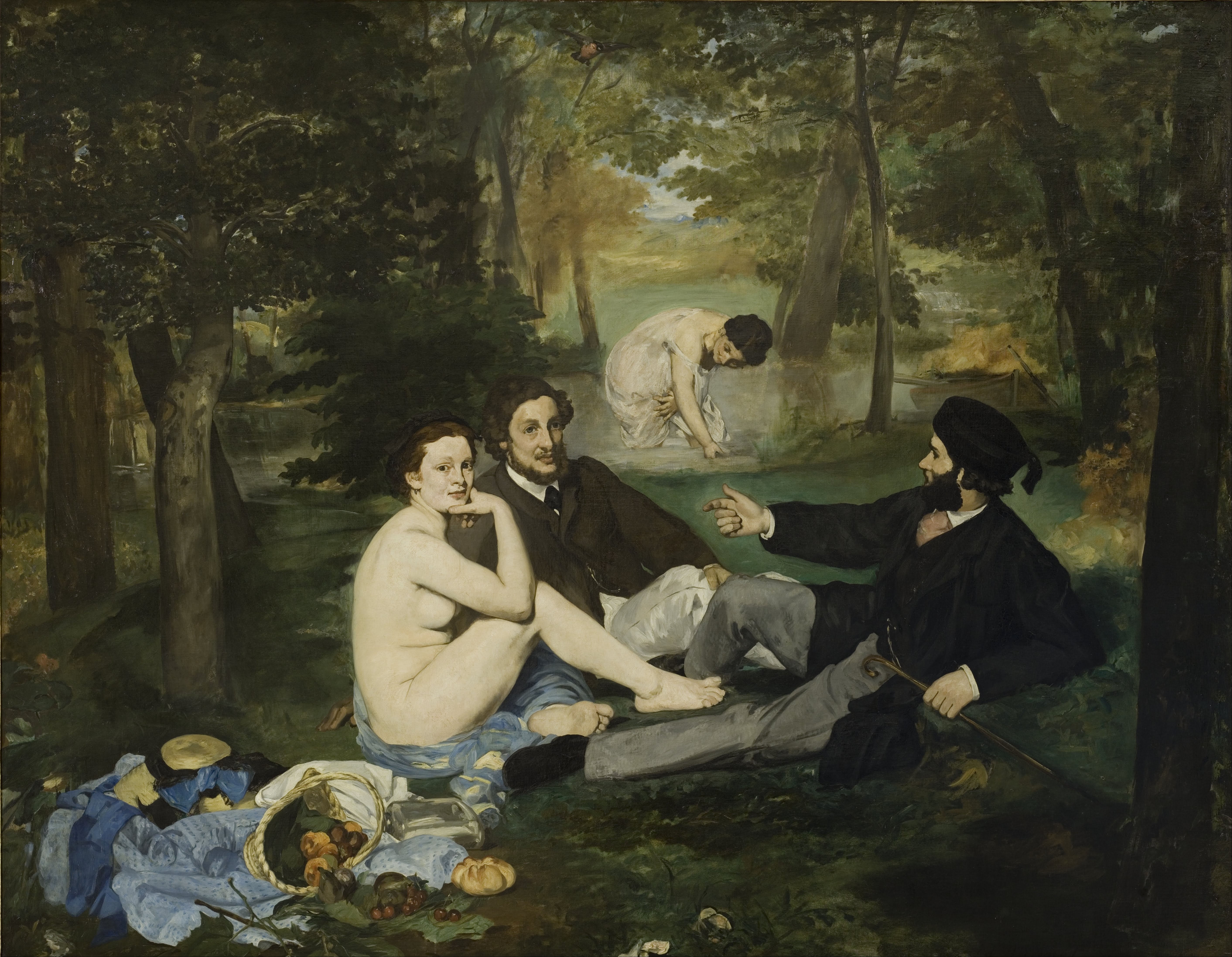
Édouard Manet, Almuerzo sobre la hierba (1863). Museo de Orsay.

Un autor clave entre los precursores del movimiento impresionista es Édouard Manet. Dos de sus obras son esenciales en la comprensión de su influencia sobre el grupo.
En su Almuerzo sobre la hierba Manet presenta un bodegón. Pese a que las figuras representadas son humanas, el autor trabaja el cuadro como si fuese una naturaleza muerta. Esto se evidencia por la ausencia de conexión de unos personajes con otros: tres personajes van vestidos mientras que el cuarto está desnudo; las miradas nunca se encuentran aunque hay un personaje hablando y la disposición en primer plano (cesta y comida), en segundo (grupo) y tercer plano (mujer en el agua) es meramente compositiva. Este trabajo influenciará a los impresionistas en la desatención del modelo y de la narración.
Por otra parte Un bar del Folies Bergère evidenciará el deseo de tratar los fenómenos lumínicos al introducir un espejo al fondo que refleja toda la profundidad de la sala y las grandes lámparas de araña, iluminación artificial que crea una luz difusa y menos directa y, por tanto, más difícil de pintar, recordándonos a las escenas festivas de Renoir.

### Corot y la escuela de Barbizon

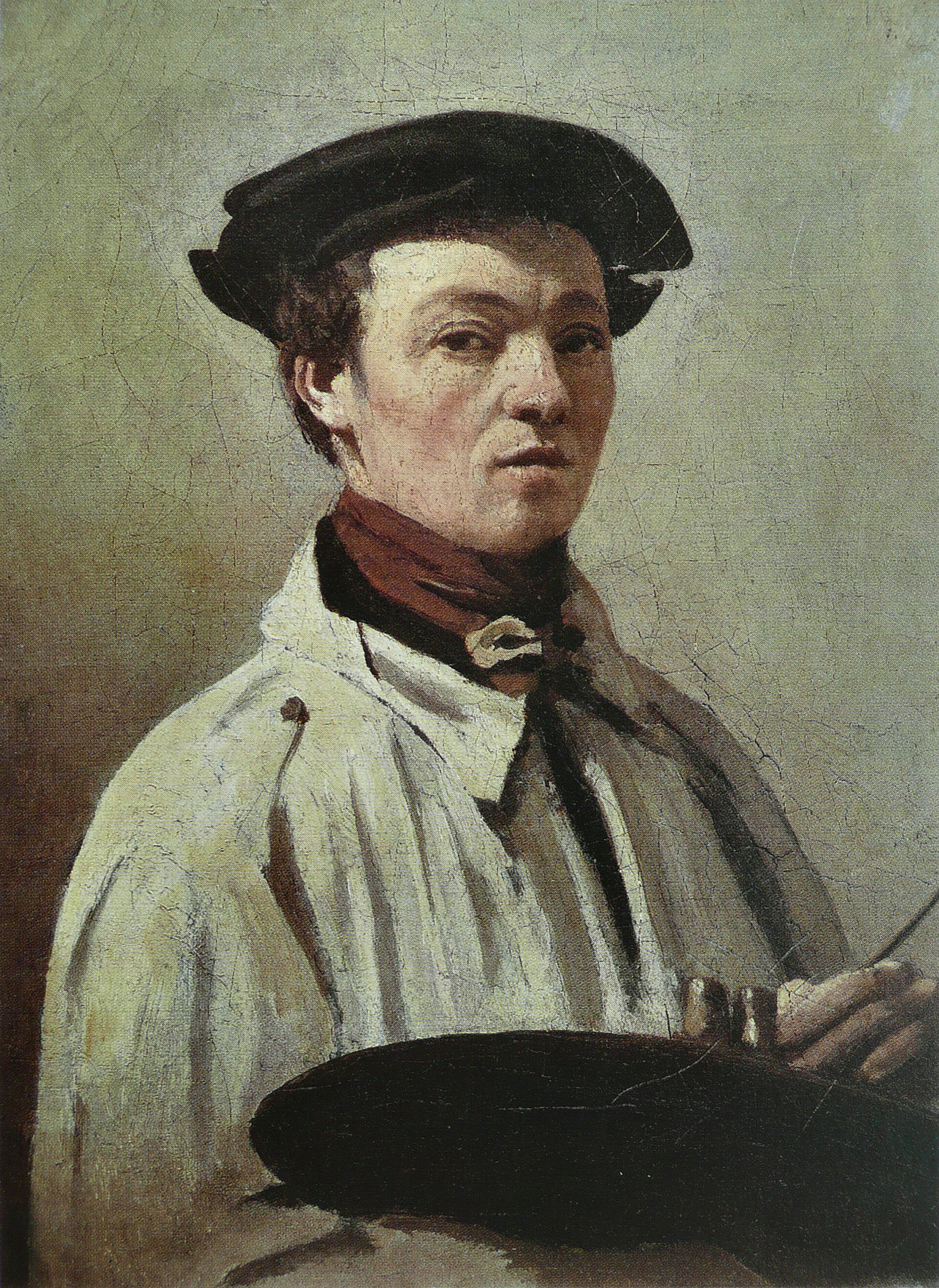
Camille Corot, Autorretrato

Los impresionistas habían tenido un precedente en Camille Corot y la Escuela de Barbizon. 
Corot jugó un importante papel en la formulación del Impresionismo, porque renunció a muchos de los recursos formales renacentistas prefiriendo concentrar su atención en espacios más planos, más sencillos y en superficies más luminosas.
Y, aunque a diferencia de los impresionistas, nunca llegó a fragmentar la luz en sus componentes cromáticos y siempre organizó y simplificó sus formas para conseguir una cierta composición clásica, también usó con frecuencia una elevada clave tonal, así como, en términos generales, un frescor y una espontaneidad nuevos en el Salón oficial.

## Historia

### Inicios
Con anterioridad al Impresionismo, el marco artístico estaba dominado por el eclecticismo, al que respondió la generación de las rupturas estilísticas, una serie de rupturas que darán personalidad propia al arte moderno. La primera de ellas o, si se prefiere, su preámbulo, es el Impresionismo, un movimiento, resultado de una prolongada evolución, que coloca definitivamente al siglo XIX bajo el signo del paisaje y que busca un lenguaje nuevo basado en un naturalismo extremo.
Tiende a usar con creciente frecuencia colores puros y sin mezcla, sobre todo los tres colores primarios y sus complementarios, y a prescindir de negros, pardos y tonos terrosos. Aprendieron también a manejar la pintura más libre y sueltamente, sin tratar de ocultar sus pinceladas fragmentadas, y la luz se fue convirtiendo en el gran factor unificador de la figura y el paisaje.

### Florecimiento y primera exposición

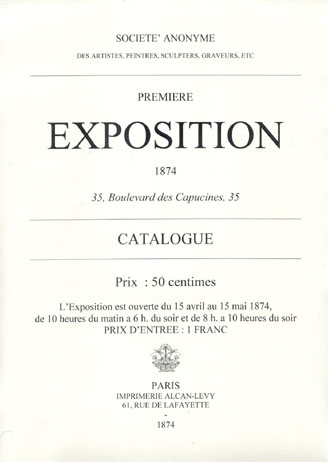
Portada del catálogo para la primera exposición impresionista (1874).

El año 1873 marcará un giro característico del Impresionismo: el paso de la fase preparatoria a la fase de florecimiento. Los tanteos estaban olvidados y el trabajo adelantado. Pisarro y Monet habían hecho en Londres estudios de edificios envueltos en nieblas; Alfred Sisley, aún más vaporoso, se les había adelantado por ese camino; Renoir se hallaba, de momento, bajo la total influencia de Monet; y Edgar Degas empezaba a tratar los tutús de sus bailarinas del mismo modo que Monet o Renoir las flores del campo.
Todos los impresionistas, incluyendo a Berthe Morisot, eran ya conscientes de formar un grupo y de tener iguales objetivos que defender. Su primera aparición pública como tal se estaba fraguando. A fin de pesar más a los ojos del público, intentaron atraerse a otros artistas y fundaron una Sociedad anónima de pintores, escultores y grabadores que en 1874 logró por fin organizar una muestra en los salones del fotógrafo Nadar. En total participaron treinta y nueve pintores con más de ciento sesenta y cinco obras, de las que diez eran de Degas, la mayor aportación individual del grupo, y entre las que estaba la ya legendaria Impresión: sol naciente de Monet que, burlonamente citada por un crítico, dio nombre al grupo.

### La difusión
El Impresionismo se difunde por toda Europa, entre otras cosas, gracias a la facilidad y rapidez.

## Técnica y estética impresionista

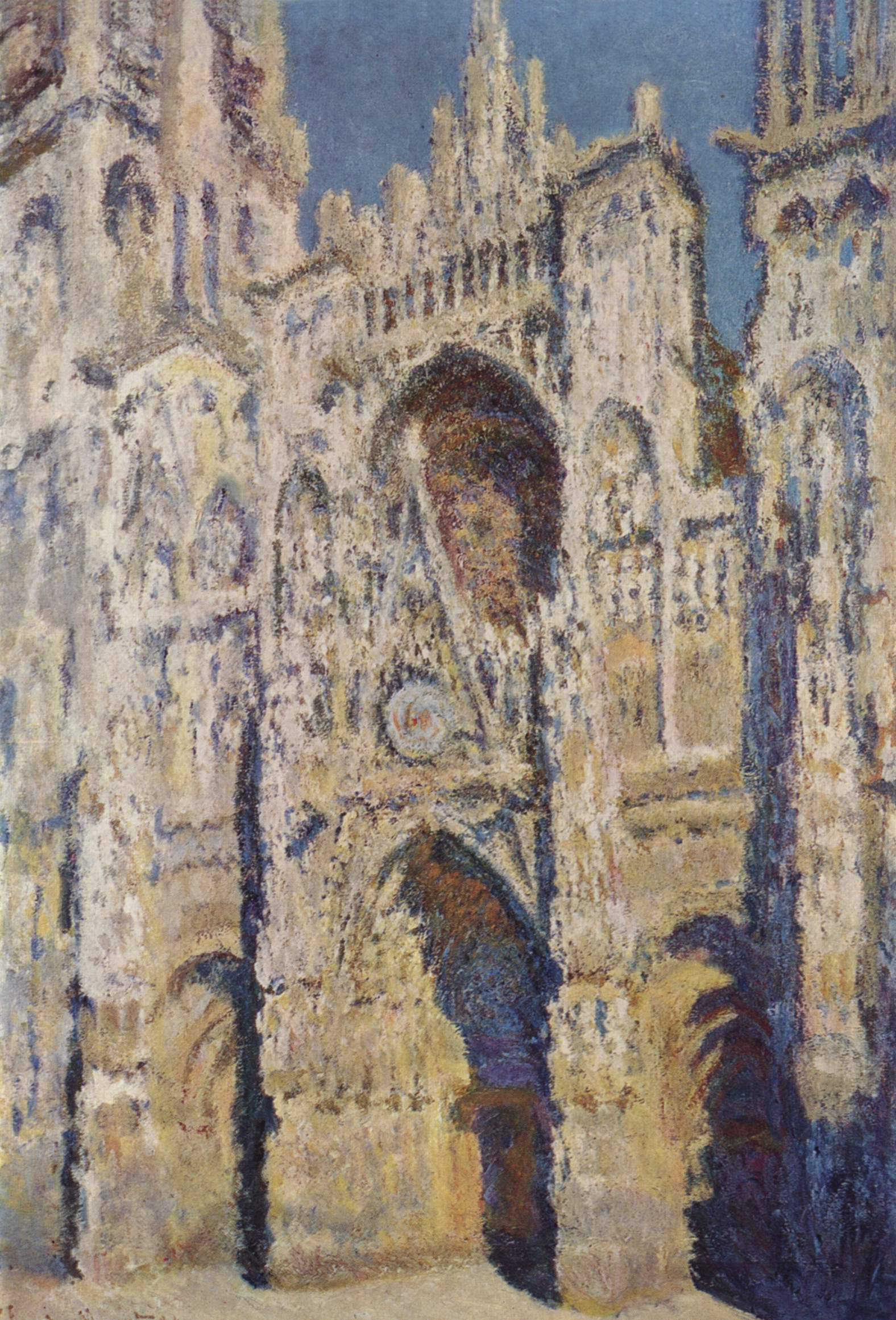
Claude Monet, Catedral de Ruan. En la entrada principal de la catedral distinguimos azul ultramar y violeta para las sombras (colores más saturados que la parte superior, más iluminada) al igual que naranja dentro de la misma zona de sombra para definir los reflejos en la oscuridad.

### Colores puros
La segunda mitad del siglo XIX presenció importantes evoluciones científicas y técnicas que permitieron la creación de nuevos pigmentos con los que los pintores darían nuevos colores a su pintura, generalmente al óleo. Los pintores consiguieron una pureza y saturación del color hasta entonces impensables, en ocasiones, con productos no naturales. A partir del uso de colores puros o saturados, los artistas dieron lugar a la ley del contraste cromático, es decir: «todo color es relativo a los colores que le rodean», y la ley de colores complementarios enriqueciendo el uso de colores puros bajo contrastes, generalmente de fríos y cálidos. Las sombras pasaron de estar compuestas por colores oscuros a estar compuestas por colores complementarios que, a la vez, creaban ilusión de profundidad. La característica principal es el uso de complementarios, de la luz a la sombra y en un mismo valor, esto se denomina modulado del color. Podemos decir que, rompiendo con la dinámica clásica del claroscuro, donde el contraste se da por valor, esto se denomina modelado del color; el contraste entre claridad y oscuridad es la que generan la ilusión de profundidad. Asimismo enriquecieron el lenguaje plástico separando los recursos propios del dibujo y aplicando únicamente los recursos propios de la pintura: es decir, el color. Para definir la forma, su riqueza de color les permitió afinar el volumen mediante más matices lumínicos, creando luces dentro de las zonas de sombra y sombras dentro de las zonas iluminadas recurriendo únicamente al uso del color. Un buen ejemplo del uso de los colores saturados para luces y sombras indistintamente lo encontramos en el cuadro La catedral de Ruan de Claude Monet. Este uso de los colores ejercería notable influencia sobre las primeras vanguardias, especialmente sobre el fovismo de Matisse o Gauguin.

### Pincelada gestáltica

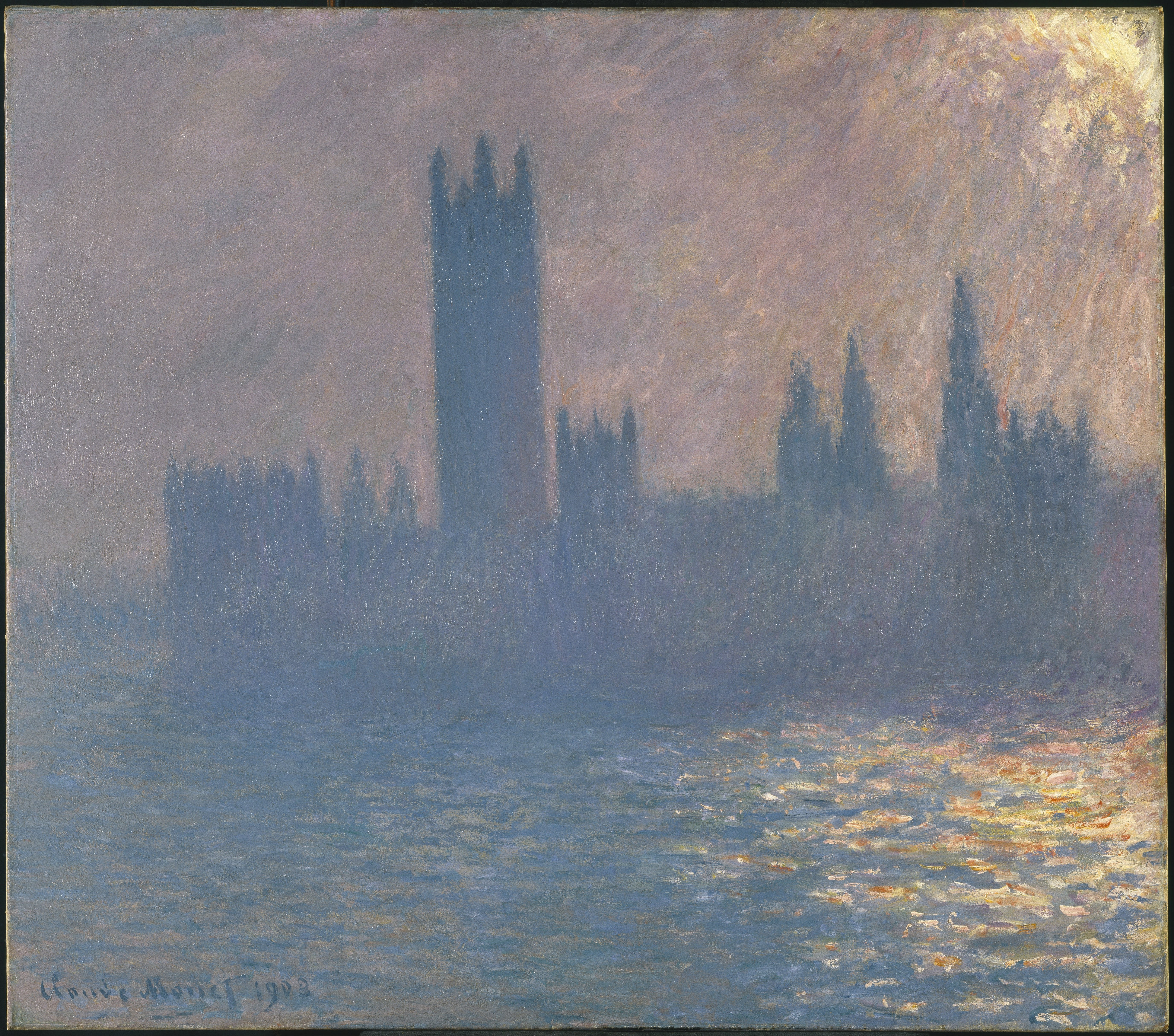
Claude Monet, Parlamento de Londres. Pinceladas lineales de colores puros dan lugar a una visión unitaria de atmósfera y gradación de cálidos a fríos.

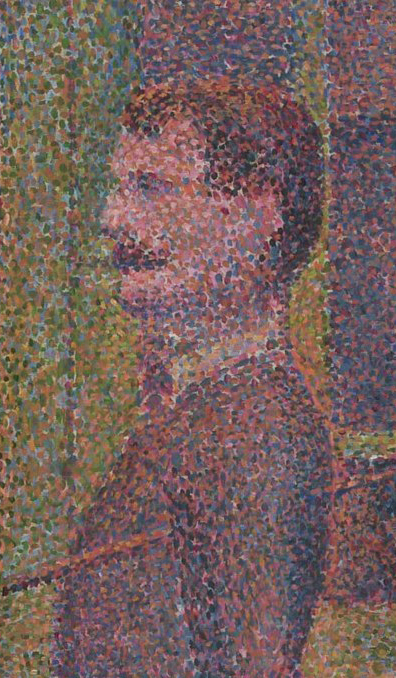
Seurat, La Parade. Los neoimpresionistas llevaron al extremo esta pincelada gestáltica, en este caso en forma de puntos, dando lugar a un color y forma unitarios, movimiento denominado divisionismo o puntillismo.

Aunque la teoría gestáltica apareció más adelante, los pintores impresionistas mostraron plásticamente lo que la psicología de la Gestalt vendría a demostrar psicológica y científicamente más adelante: perceptivamente, si se dan ciertas condiciones, partes inconexas dan lugar a un todo unitario.
El uso de pequeñas pinceladas de colores puros resultó en un todo vibrante; y, aunque las pinceladas aisladamente no obedecieran a la forma o al color local del modelo, en conjunto —al ser percibidas global y unitariamente— adquirían la unidad necesaria para percibir un todo definido. Este recurso fue llevado al máximo por los neoimpresionistas, también conocidos como puntillistas como Seurat o Signac.

### Forma

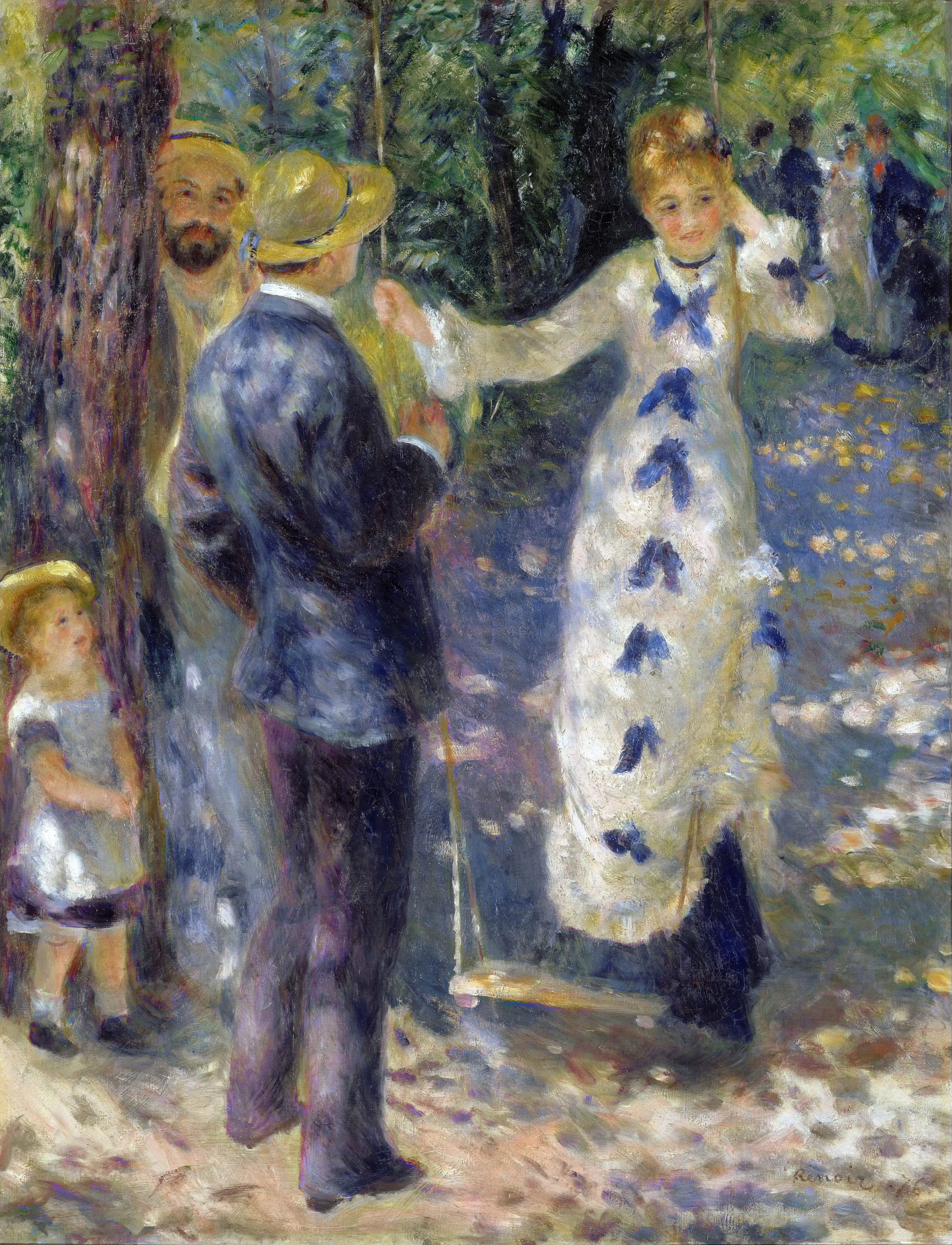
Auguste Renoir, La Balançoire. La plasmación de la luz sobre el cuerpo es más importante que la descripción de su forma.

La descripción de la forma, relegada a segundo plano y dejada a manos del dibujante y no del pintor, queda subordinada a la definición de las condiciones particulares de iluminación. Por eso los artistas impresionistas buscarán condiciones pintorescas de iluminación como retos a su genio, recurriendo a iluminaciones de interior por luz artificial —como Edgar Degas y sus bailarinas—, la iluminación natural filtrada —como Auguste Renoir y la luz pasando entre hojas de árboles— o la iluminación al aire libre con reflejos en el agua o multitudes de gente como Claude Monet. La pintura pasa a ocuparse de aquello que le es intrínseco: la luz y el color y en ningún caso a la descripción formal del volumen heredada del clasicismo; así las formas se diluyen, se mezclan o se separan de forma imprecisa dependiendo de la luz a la que están sometidas, dando lugar a esa «impresión» que le da nombre al movimiento.

### Variantes en la estética impresionista
No todos los pintores del grupo fueron iguales y, ni mucho menos, fielmente ortodoxos con respecto a la estética impresionista. Las sólidas estructuras de luz y sombra de Eduard Manet fueron realizadas en su mayoría en interiores, después de muchos estudios preliminares, y tienen la dicción formal del arte de estudio, no la frescura de la pintura al aire libre. La atmósfera y el color local no eran, ni mucho menos, sus objetivos primordiales, y cuando representaba lo que parece, a primera vista, un tema «impresionista» era capaz de cargarlo con tantas ironías y contradicciones que llegaba a empañar toda su inmediatez.
Dejando aparte a Berthe Morisot, el pintor del grupo que más se le aproxima es Edgar Degas, con una pintura difícil de comprender por su aguda inteligencia, sus intrigantes mezclas de categorías, sus influencias poco convencionales y, sobre todo, su tan traída y tan llevada «frialdad», aquella fría y precisa objetividad que fue una de las máscaras de su infatigable poder de deliberación estética.
De hecho, ningún pintor del grupo es tan puramente impresionista como Claude Monet. En su obra el factor dominante es un claro esfuerzo por incorporar el nuevo modo de visión, sobre todo el carácter de la luz, mientras que la composición de grandes masas y superficies sirve únicamente para establecer cierta coherencia.
Por su parte, Renoir es el pintor que nos convence de que la estética del Impresionismo fue, sobre todo, hedonista. El placer parece la cualidad más evidente de su obra, el placer inmediato y ardiente que produce en él la pintura. Nunca se dejó agobiar por problemas de estilo y llegó a decir que el objeto de un cuadro consiste simplemente en decorar una pared y que por eso era importante que los colores fueran agradables por sí mismos.
Sin duda, Camille Pissarro fue el menos espectacular de los impresionistas porque es un pintor más tonal que esencialmente colorista. Pero, decano del Impresionismo, tuvo un importante papel como conciencia moral y guía artístico.
Y, por último, trabajando a veces con Renoir y a veces con Monet, estaba Alfred Sisley, influido por ambos. Durante toda su vida siguió fielmente las directrices de los impresionistas pero nunca llegó a abandonar «la caza del motivo» y siempre se dejó llevar espontáneamente, con una facultad de comunicación directa, por un Romanticismo subyacente y lleno de poesía.
La primera manifestación oficial del impresionismo fue la exposición organizada en 1874 en el estudio del fotógrafo Nadar, al margen del Salón oficial, por un grupo de pintores (Bazille, Cézanne, Degas, Monet, Morisot, Pissarro, Renoir, Sisley), cuyas obras motivaron el rechazo generalizado de la crítica y del público. Un cuadro de Monet, Impresión, sol naciente, motivó la denominación «impresionismo», creada con intención peyorativa por el crítico Leroy. Esta primera muestra fue el punto de llegada de un período de formación iniciado unos quince años antes por un grupo de artistas de la Academia Suiza (Pissarro, Cézanne, Guillaumin, Monet, Renoir, Sisley, Bazille), quienes, interesados en romper con los planteamientos pictóricos tradicionales y a partir de las innovaciones de Corot y de los paisajistas de la escuela de Barbizon, se centraron en la pintura al aire libre y buscaron el plasmado cambiante de la luminosidad de los paisajes y de las figuras humanas. Durante este período inicial fue fundamental la figura de Manet, quien, con La merienda campestre y con Olimpia, se convirtió en el abanderado del antiacademicismo. Tras la primera exposición, los impresionistas reunieron sus obras en siete ocasiones más (1876, 1877 —que plasmó el momento de mayor cohesión del movimiento—, 1879, 1880, 1881, 1882 y 1886), a lo largo de las cuales dejaron de participar algunos de los artistas pioneros (Cézanne, Monet, Renoir, Sisley) y se añadieron nuevos nombres (Cassatt, Gauguin, Redon, Seurat, Signac). Las primeras publicaciones importantes sobre la nueva tendencia fueron los artículos de Zola (en L'Évènement) y de Castagnary (en Le Siècle), La nouvelle peinture (1876), de Duranti, y la Historia de los pintores impresionistas (1878), de Duret. El impresionismo creó escuela también en otros países europeos; son de destacar Zandomeneghi en Italia; en España, Regoyos, finales de 1915, Eugenio Hermoso, La Juma, la Rifa y sus amigas, y 1920 por Sorolla, Claus en Bélgica, Grabar e Isaac Levitán en Rusia, Steer y Sickert en Gran Bretaña y Sargent, Hassam y Twachtman en EE UU.
Tenemos que recordar que también implicó a los músicos impresionistas, frente al dramatismo de los románticos, trataron de aludir más que de afirmar y se expresaron más por medio de la disociación armónica y del timbre y del color de los instrumentos que por medio de la melodía. Sus máximos representantes fueron C. Debussy y M. Ravel, aunque también estuvieron influenciados por esta técnica autores como P. Dukas, F. Delius, A. Caplet, F. Schmitt o R. Vaughan Williams.

## Pintores impresionistas
- Frédéric Bazille
- Gustave Caillebotte
- Paul Cézanne (considerado impresionista, aunque más adelante dejará el grupo y se anticipará al Cubismo)
- Edgar Degas
- Armand Guillaumin
- Édouard Manet (considerado el precursor por excelencia de la pintura impresionista)
- Claude Monet (el más prolífico y quien más definió la estética del grupo)
- Pierre-Auguste Renoir
- Henri Rouart
- Alfred Sisley
- Marie Rosalie Bonheur
- Marie Bracquemond
- Mary Cassatt
- Eva Gonzalès
- Catherine Madox Brown
- Berthe Morisot
- Marianne North
- Joaquín Clausell
- Alberto Valenzuela Llanos

## Cronología

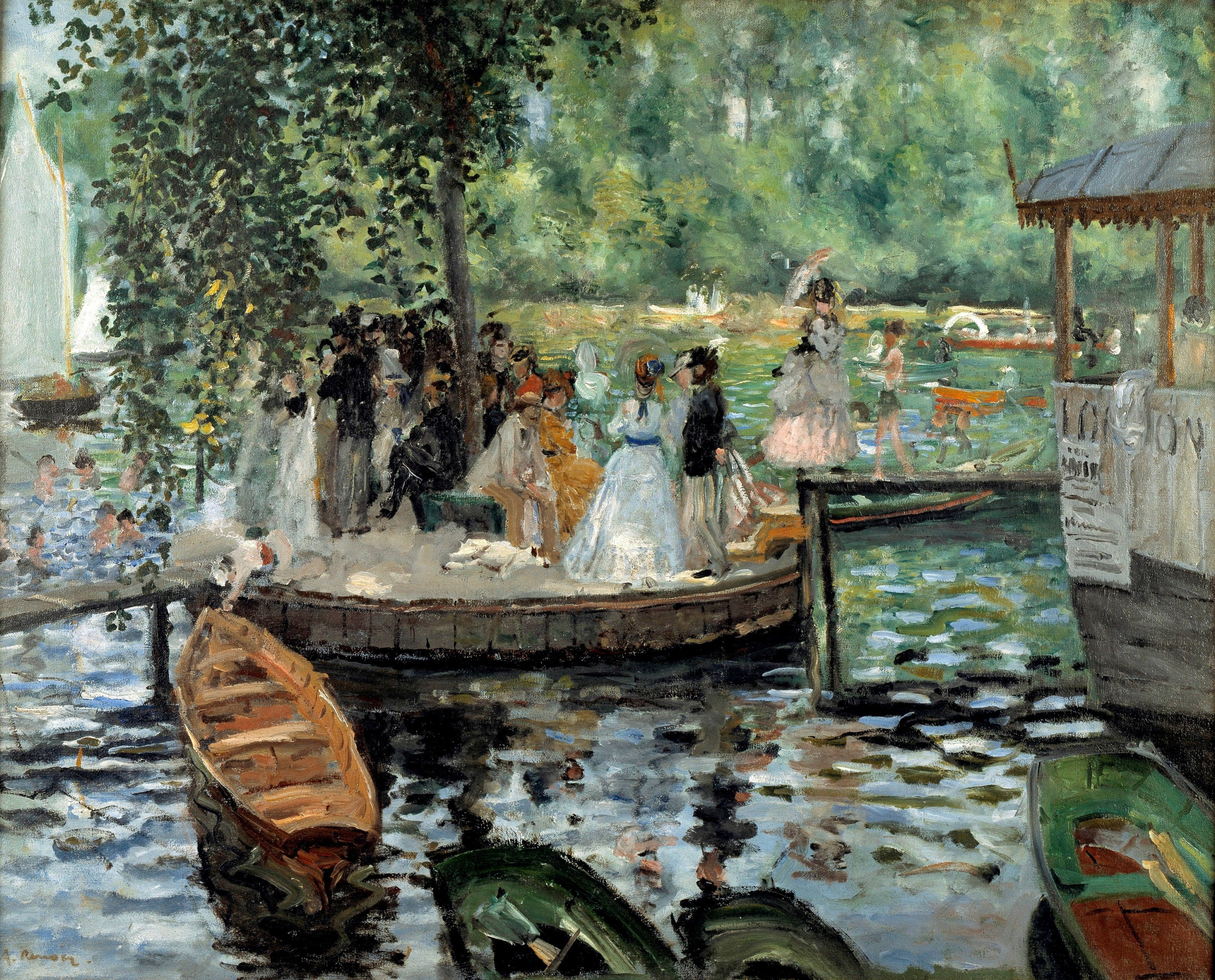
La Grenouillère, el estanque de ranas, era un lugar popular de baño y recreación entre los trabajadores y la clase media de París. Está situado en Bougival, al oeste de la capital. En septiembre de 1869, Auguste Renoir y Claude Monet pasaron aquí juntos unos días. Pintaron el mismo tema varias veces desde diferentes perspectivas. Una de las pinturas de Monet se puede ver en el Museo Metropolitano de Arte de Nueva York.

Línea del tiempo de los impresionistas franceses

## La pintura de la época impresionista en el resto de Europa

### Alemania
Los criterios que se utilizan para evaluar el fenómeno estilístico internacional, llamado Impresionismo, es la proximidad o el alejamiento respecto a la pintura francesa de este período. Esto es válido también para los países de habla germana.
Entre los precursores alemanes de la pintura al aire libre podemos mencionar: Karl Blechen (1798-1840); Carl Gustav Carus (1789-1869); Johann Georg Dillis (1759-1841); Wilhelm Leibl (1844-1900); Adolph von Menzel (1815-1905); Carl Schuch (1846-1903); y, Johannes Sperl (1840-1905).
Muchos pintores impresionistas alemanes tuvieron estadías más o menos prolongadas en París, que había desplazado a Roma como meca de la peregrinación. Este desplazamiento fue fuertemente impulsado por el surgimiento de academias, escuelas privadas de arte y por las exposiciones universales que se organizaron en París desde 1855.
Algunos pintores de la época, con sus obras más significativas son: 
- Lovis Corinth (1858-1925); 
  - El negro "Otelo", 1884, Óleo sobre lienzo 78 x 58,5 cm
  - Autorretrato con esqueleto, 1896, Óleo sobre lienzo 66 x 86 cm
  - Desnudo acostado, 1899, Óleo sobre lienzo 75 x 120 cm
  - Autorretrato con su mujer y copa de champán, 1902, Óleo sobre lienzo 98,5 x 108,5 cm
  - En el jardín de Max Halbe, 1899, Óleo sobre lienzo 75 x 100 cm
  - Día del Emperador en Hamburgo, 1911, Óleo sobre tela 70 x 90,5 cm
  - Retrato de Juluis Meier-Graefe, 1917, Óleo sobre lienzo 90 x 70 cm
  - Autorretrato con sombrero de paja, 1913, Óleo sobre lienzo 98 x 66 cm
  - Pascua en el Walcheunsee, 1922, Óleo sobre lienzo 60,5 x 80 cm
  - Autorretrato con sombrero de paja, 1923, Óleo sobre cartón 68,5 x 84 cm
- Ferdinand Hodler (1853-1918); 
  - Manzano en flor, hacia 1890, Óleo sobre lienzo 26,5 x 40 cm
  - Retrato de Louise Delphine Duchosal, 1885, Óleo sobre lienzo 55 x 46 cm
- Leo von König (1871-1944);
- Gotthard Kuehl (1850-1915);
- Wilhelm Leibl (1844-1900);
- Walter Leistikow (1865-1908);
  - Puesta de sol en el Lago de Grunewald, 1898, Óleo sobre lienzo 167 x 252 cm
- Max Liebermann (1874-1935); 
  - Cervecería con jardín en Múnich, 1884, Óleo sobre lienzo. 95 x 69 cm
  - Las desplumadoras de gansos, hacia 1870/71, Óleo sobre lienzo. 172 x 118 cm (considerado por los críticos berlineses como "ideal absoluto de la fealdad")
  - Hora de recreo en el orfanato de Ámsterdam, hacia 1881/82, Óleo sobre lienzo. 78,5 x 107,5 cm
  - Mujer con cabras, 1890, Óleo sobre lienzo. 127 x 172 cm
  - Convento de Steven en Laiden, 1889, Óleo sobre lienzo. 78 x 100 cm
  - Muchachos bañándese, 1898, Óleo sobre lienzo. 122 x 151 cm
  - Jóvenes en la playa, 1900
  - El merendero "De Oude Vinck" en Leiden, 1905, Óleo sobre lienzo. 71,7 x 88 cm
  - El hombre de los papagayos, 1902, Óleo sobre lienzo. 102,3 x 72,3 cm
  - La avenida de los papagayos en el zoológico de Ámsterdam, 1902, Óleo sobre lienzo. 88 x 72,5 cm
  - Escena de playa en Nordwijk, 1908, Óleo sobre lienzo. 663 x 80,5 cm
  - Carrera de caballos en los Cascinem, 1909, Óleo sobre lienzo. 52,5 x 74 cm
  - Autorretrato, 1911, Óleo sobre lienzo. 81 x 65 cm
- Adolf Friedrich Erdmann von Menzel  (1815-1905);
  - Partida del Rey Guillermo I al ejercoto el 31 de julio de 1870, 1871, Óleo sobre lienzo 63 x 78 cm
- Christian Rohlfs (1849-1938);
  - Bosque de abedules, 1907, Óleo sobre lienzo 117 x 75 cm
- Max Slevogt (1868-1932);
  - Danza de la muerte, 1896, Óleo sobre lienzo 102 x 123 cm
  - El hombre de los papagayos, 1901, Óleo sobre lienzo 81,5 x 65,7 cm
  - Vista hacia el Alster en Hamburgo, 1905, Óleo sobre lienzo 59 x 76 cm
  - Jardín de flores en Neu-Cladow, 1912, Óleo sobre lienzo 66 x 83 cm
  - El jardín de la villa de los Steinbart en Berlín, 1911, Óleo sobre lienzo 85,5 x 105,5 cm
  - Retrato de la Sra. C., 1917, Óleo sobre lienzo. 71 x 52 cm
- Wilhelm Trübner  (1851-1917); 
  - El restaurante en la Isla de las Mujeres, 1891, Óleo sobre lienzo 48 x 65 cm
  - Portal del convento de Neuburg cerca de Heidelberg, 1913, Óleo sobre lienzo 62 x 80 cm
- Fritz von Uhde (1848-1911); 
  - Hijos de pescadores en Zandvoort, 1882, Óleo sobre lienzo 60 x 80 cm. Cuadros enraizados en la herencia del realismo.
  - La hermana mayor, 1885, Óleo sobre cartón 48,5 x 33 cm
  - Ejercicio de tambores (Tambores bávaros), 1883, Óleo sobre madera 72 x 95 cm. El pintor otorga gran importancia al carácter aleatorio de la composición, que sin embargo concretizó después de numerosos dibujos previos y estudios. El público tubo bastante dificultad, en apreciar esta obra, al mismo tiempo monumental y casual.
  - La marcha hacia Belén (Marcha dura), hacia 1890, Óleo sobre lienzo 117 x 126 cm.
  - Dos hijas en el jardín, 1892, Óleo sobre lienzo 145,5 x 116,5 cm. Obra mucho más impresionista, tanto desde el punto de vista de la temática, como desde el punto de vista del color.
  - En el jardín (Las hijas del artista), 1906, Óleo sobre lienzo 70 x 100 cm
- Lesser Ury (1861-1931);
- Walter Richard Sickert (1860-1942)
- Albert Weisgerber (1878-1915); 
  - Paseo a caballo por el Jardín Inglés de Múnich, 1910, Óleo sobre lienzo 60 x 70,5 cm
- Heinrich von Zügel (1850-1941).

En general, el "hallazgo" de las nuevas tendencias de la pintura francesa, es reconocida por los pintores alemanes, a partir de los años 1990. Algunos autores consideran que estas afirmaciones tienen por finalidad evitar que fuera puesta en duda la originalidad de la propia pintura.

### Bélgica
Con la proclamación del Reino de Bélgica en 1830, y a causa del creciente sentimiento nacionalista, surgieron esfuerzos destinados a perfilar un arte belga independiente. El arte belga, derivado de las tradiciones de los Países Bajos, y que con los pintores flamencos Peter Paul Rubens (1577-1640) y Pieter Bruegel el Viejo (1525/30-1569) podían enorgullecerse de una importante tradición pictórica propia, pero a mediados del siglo XIX, se encontraba bajo una fuerte influencia de sus vecinos franceses. En los años sesenta y comienzo de los setenta fue adquiriendo fuerza la admiración de la nueva pintura francesa, especialmente de Courbet, Millet, Degas y Manet.
Sin embargo el Impresionismo entró con vacilación y demora en la pintura belga. En esta penetración tuvo un importante rol la llamada Escuela de Tervueren. En 1884 surgió el grupo llamado Les XX (Los Veinte), del cual participaba, como fundador, uno de los pintores más famosos de la época, Isidore Verheyden ( 1846-1905), quien se manifestaba escéptico respecto a las últimas consecuencias del impresionismo, lo cual lo condujo más tarde a abandonar el movimiento. Una de las discípulas más conocidas de Verheyden fue Anna Boch ( 1848-1936) quien también pertenecía al “Les XX”, percibía con gran lucidez la problemática y las tendencias del arte moderno. La pintora compró muy pronto obras de Seurat y Gauguin, y adquirió la única pintura que Van Gogh logró vender en el transcurso de su vida. El grupo de “Les XX” tuvo un rol fundamental en la entrada, la difusión y el conocimiento de la pintura impresionista en Bélgica.
En el grupo de "Les XX" se encontraban, entre otros:
- Georges Lemmen (1854-1930) 
  - Autorretrato - 1890 - Óleo sobre lienzo - 43 x 38 cm (estilo puntillista)
  - Vista del Támesis - 1892 - Óleo sobre lienzo - 62 x 86,7 cm (estilo divisionista)

- Guillaume Vogels (1836-1896)
- Alfred William Finch (1854-1930) 

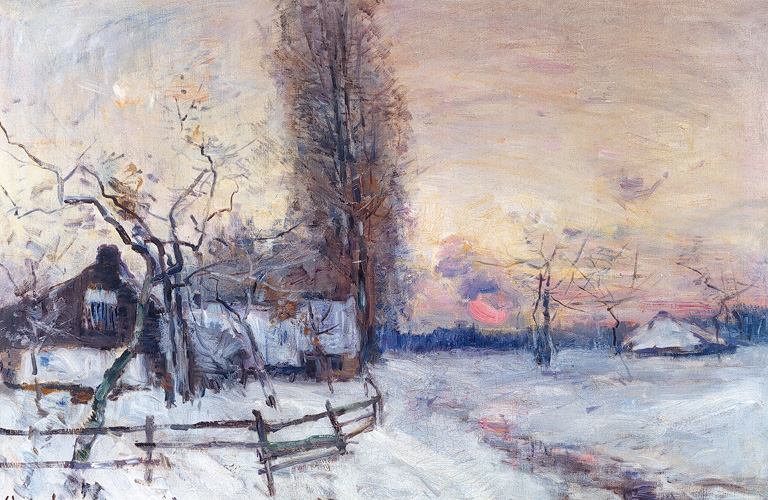
Puesta de sol sobre la nieve - Guillaume Vogels

  - Los almiares de heno - 1889 - Óleo sobre lienzo - 32 x 50 cm (estilo puntillista)
- Théo van Rysselberghe (1862-1926) 
  - Grandes nubes, fiordo de Christiania - 1893 - Óleo sobre lienzo - 50,8 x 63 cm (estilo divisionista)
  - Retrato de Auguste Descamps, el tìo del pintor - 1894, 64 x 53 cm - (estilo divisionista)
  - Familia reunida en un huerto - 1890, 115,5 x 161,5 cm
- Fernand Khnopff (1858-1921)
- Henry van de Velde (1863-1957) 
  - Mujer en la ventana - 1889 - Óleo sobre lienzo - 111 x 125 cm (estilo puntillista)
  - Sillones en la playa en Blankenberge - 1888 - Óleo sobre lienzo - 71 x 100 cm (estilo puntillista)

Para varios pintores del grupo de "Los Veinte", la manera impresionista y neoimpresionista no fue otra cosa sino una etapa de transición hacia las corrientes simbolistas y expresionistas, fenómeno que se ha intentado atribuir a un componente místico de la pintura flamenca.

### España

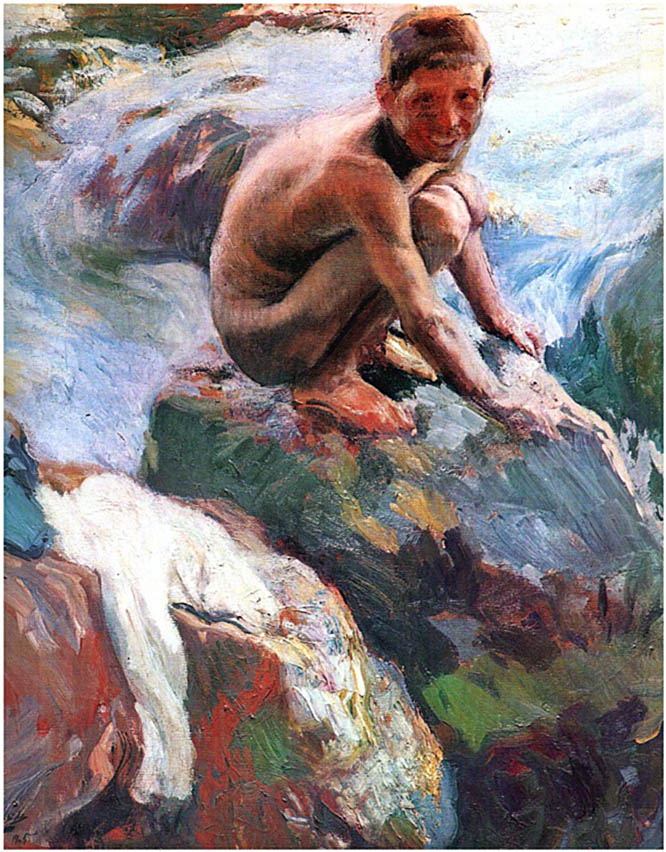
Niño en las rocas, de Sorolla (1905).

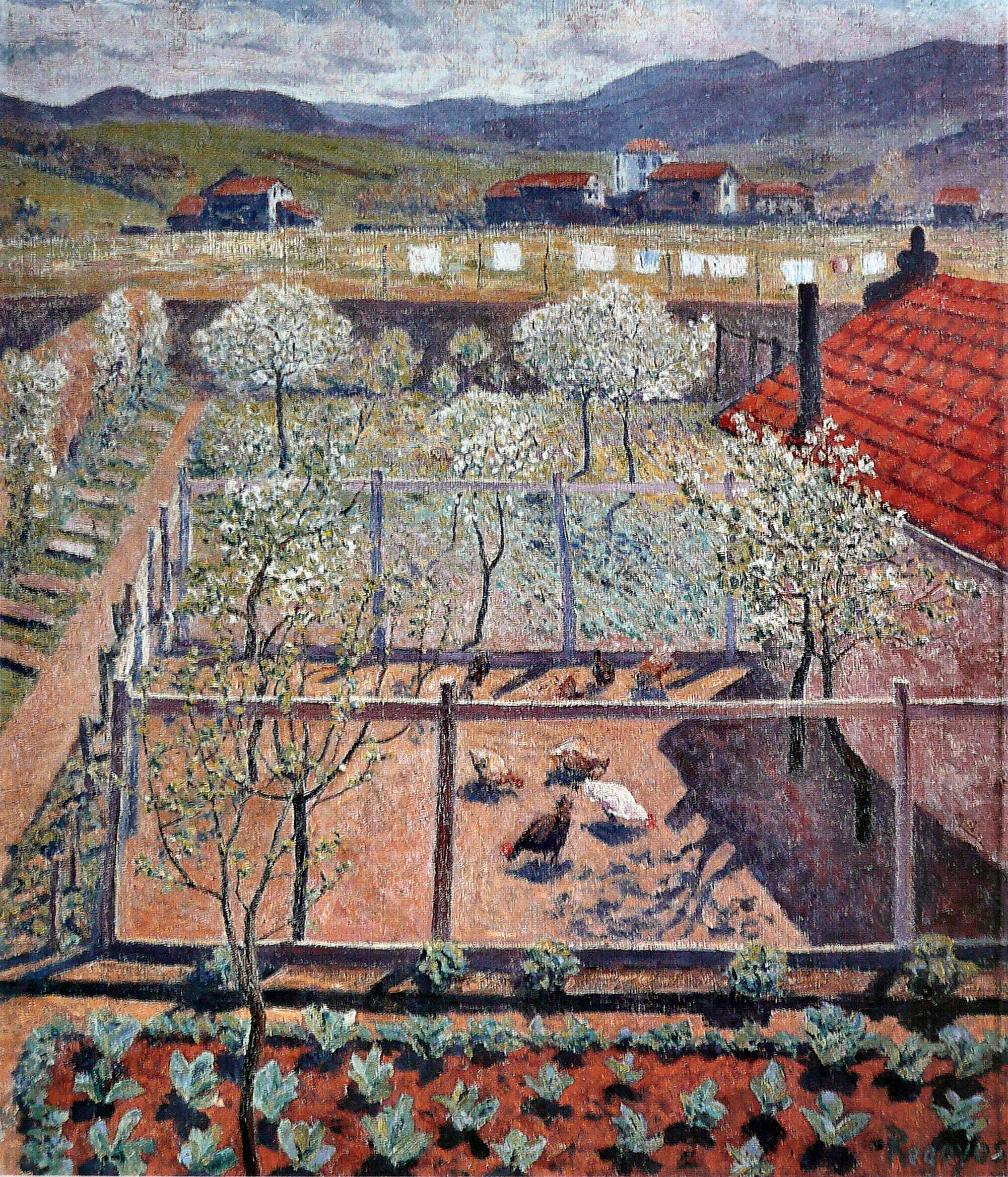
El gallinero, de Regoyos (1912).

La pintura española aportó una fuerte contribución al impresionismo francés. La entonación grisácea y terrosa predominante en algunas obras de Velázquez (1599-1660), Murillo (1618-1682), Francisco de Zurbarán (1598-1664) y Francisco de Goya (1746-1828), despertaron gran interés entre los impresionistas franceses, especialmente en Manet, que manifestó una gran admiración por la "Edad dorada" de la pintura española, y visitó España en 1865 una única vez, aunque su admiración por este país es anterior a este viaje, y le llegó a través de un amigo de su padre, el crítico de arte Charles Blanc.
El impacto de la revolución del impresionismo en los pintores españoles no es algo muy claro. Obviamente, se conocían las innovaciones técnicas y estéticas, pero su aplicación no fue ni inmediata ni total. El uso de la pincelada suelta no tiene por qué ser una influencia impresionista por sí, y estaba presente con anterioridad en la pintura española. El plenairismo en la pintura de paisaje se venía empleando también. Los efectos luminosos y cromáticos son las verdaderas novedades. No obstante, hay una genérica consideración como "impresionistas" o "pre-impresionistas" de muchos pintores del último tercio del siglo XIX. Muchos de ellos evolucionaron hacia el impresionismo a partir del realismo (denominación también muy problemática). También se utiliza la etiqueta "luminista" (no menos ambigua), especialmente para los pintores valencianos (luminismo valenciano) de entre los que destacan Joaquín Sorolla o Teodoro Andreu. Otros nombres que se suelen asociar al impresionismo español son Darío de Regoyos, Ignacio Pinazo, o Aureliano Beruete. Avanzado el final del siglo, especialmente en Cataluña, cambian los presupuestos estilísticos de la pintura de vanguardia, que se redefine como modernismo (modernismo catalán, Santiago Rusiñol, Ramón Casas).
Véase también:
- Adolfo Guiard
- Anselmo Guinea Ugalde
- Luis Jiménez y Aranda, (1845-1928)
- Martín Rico, (1833-1908)
- Luis Gallardo, (1868-1937)
- Marceliano Santa María, (1866-1952)

- Wikimedia Commons alberga una categoría multimedia sobre Impresionismo español.

### Estados Unidos
Impresionismo americano

### Países Bajos
La pintura neerlandesa del siglo XVII tuvo una gran influencia en los pintores impresionistas franceses de la Escuela de Barbizon, quienes encontraban en los paisajes de Salomon van Ruysdael (1600-1670), por ejemplo, una concepción de la naturaleza moderna que correspondía a sus propias aspiraciones. Los impresionistas franceses también reconocieron esas cualidades y en la década de los sesenta, los pintores Frans Hals (1585-1666) y Jan Vermeer (1632-1675) despertaron profundo interés de aquellos artistas. En la obra de Hals apreciaban especialmente la pincelada ancha y libre, mientras que en Vermeer admiraban la virtuosa coloración.
Los pintores franceses de la época impresionista conocieron estos pintores, no solo a través de los cuadros expuestos en el Museo del Louvre, sino que también a través de los artículos del crítico de arte francés Théophile Thoré (1824-1869), y a través de numerosos contactos personales. Monet, por ejemplo consideraba al neerlandés Johan Barthold Jongkind (1819-1869) como su maestro más importante, junto a Boudin. En Jongkind se pone de evidencia, en forma muy especial la acción recíproca que se dio entre los pintores neerlandeses y franceses, que resultaron más tarde muy importantes para el impresionismo.
En esta línea tuvo importancia, en las décadas de los setenta y ochenta, la llamada Escuela de La Haya, de la cual participaron, entre otros: 
| - Floris Arntzenius (1864-1925); - Adolph Artz - Gerard Bilders - Johannes Warnardus Bilders (1811-1890); - Bernard Blommers - Hendrik Pieter Bremmer (1871-1956) (Divisionista) - Théophile de Bock - Johannes Bosboom - Paul Gabriël - Johannes Hubertus Leonardus de Haas - Jacob Hendricus (1837-1899) - Matthijs Hendricus (1837-1917) - Gerrit van Houten - Jozef Israëls (1824-1911) - Jacob Maris - Matthijs Maris - Willem Maris (1844-1910) - Anton Mauve (1844-1910) - Hendrik Willem Mesdag - Taco Mesdag - Sina Mesdag-van Houten - Albert Neuhuys - Willem Roelofs (1822-1897) - Philip Sadée - Julius van de Sande Bakhuyzen - Willem Bastiaan Tholen - Jan Theodorus Toorop (1858-1928) (Círculo Artístico de La Haya) - Johannes Hendrik Weissenbruch (1824-1903) - Willem de Zwart |

### Hungría
La autoestima de los húngaros resultó profundamente dañada a raíz del fracaso de su sublevación contra los Habsburgo en 1848/49. El país, caracterizado por una producción agropecuaria basada en el latifundio, se encontraba significativamente retrasado respecto a los países de Europa Occidental. Este hecho ha influenciado también el desarrollo de las artes en este período. Las principales motivaciones para los artistas húngaros de este período se encontraban la representación de la propia historia nacional, y los festejos en torno a las celebraciones del “milenio” de la conquista del país por parte de los jinetes magiares, y el descubrimiento y valoración de las particularidades de la vida popular y de las particularidades del paisaje.
Mihály Munkácsy (1844-1900) contemporáneo de Monet y Liebermann, adquirió buena reputación internacional en Düsseldorf y en París, donde permaneció entre 1872 y 1896. Su fama se basó en su vigoroso realismo, pero manteniendo simultáneamente una eficaz “pintura de salón”, utilizando una amplia gama de temas que fueron desde las escenas de la alta sociedad y lujosas decoraciones hasta obras en torno a dramas sociales y las cruentas luchas de liberación. La luz y el color, en las obras de Munkácsy no fueron influenciadas por la pintura al aire libre, siendo que solamente sus estudios tenían esa frescura e impulsiva espontaneidad.
László Páal (1846-1879), amigo de Munkácsy, vivió sus pocos años creativos en una situación muy difícil en París y Fontainebleau. Después de estudiar en Múnich, fue quien introdujo los principios de la Escuela de Barbizon en la pintura húngara.
Los principales pintores húngaros que se adhirieron al Impresionismo son:
- László Páal (1846-1879) 
  - Camino en el bosque de Fontainebleau, 1876, Óleo sobre lienzo, 65 x 46 cm

.
- Pál Szinyei Merse (1845-1920) 

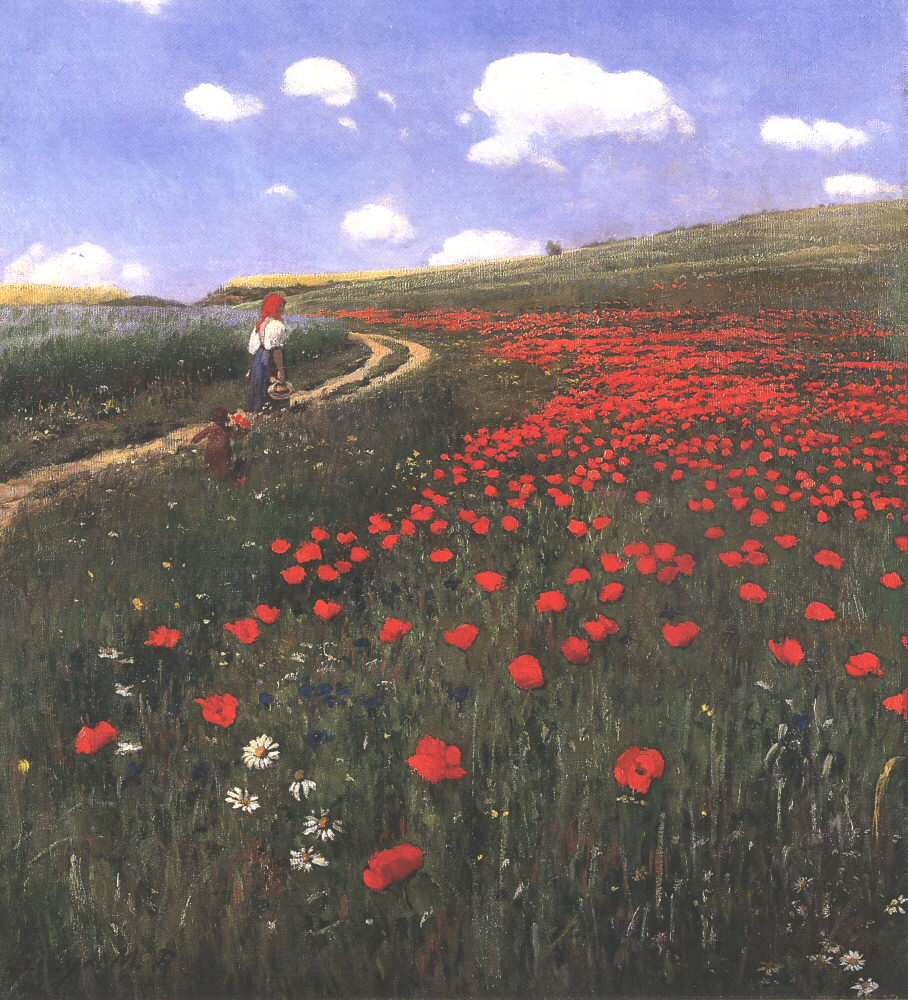
Pradera con amapolas

  - Globo cautivo, 1878, óleo sobre lienzo, 41,5 x 39 cm
  - Fiesta de mayo o Desayuno al aire libre, 1873, Óleo sobre lienzo, 123 x 161,5 cm
  - Pradera con amapolas, 1896, óleo sobre lienzo, 39 x 63,2 cm
- Károly Ferenczy (1862-1917)
  - Octubre de 1903, Óleo sobre lienzo, 126 x 107 cm
  - Día de verano, 1906, Óleo sobre lienzo, 100 x 103,2 cm
- József Rippl-Rónai (1861-1927)
  - Cuando se vive de los recuerdos, 1904, Óleo sobre cartón, 70,5 x 103 cm
  - Dama con un vestido con pintas blancas, 1889, Óleo sobre lienzo, 187 x 75 cm

### Italia
El desarrollo que el impresionismo tuvo en Italia fue algo particular, gracias a la experiencia de Federico Zandomeneghi y Giuseppe De Nittis, y de los Macchiaioli, más próximos, sin embargo a la tradición del Cuatrocento del siglo XV.
Se destacan en el período los pintores:
- Giovanni Boldini (1842-1931);
  - Retrato de Mlle Lantelme, 1907, Óleo sobre lienzo, 227 x 118 cm
- Giuseppe Abbati (1836-1868);
  - Paisaje de Castiglioncello, 1863, Óleo sobre madera, 10 x 30 cm
- Giovanni Fattori (1825-1908);
  - La rotonda de Palmieri 1866, Óleo sobre lienzo, 12 x 30 cm
  - Almiar, después de 1872, Óleo sobre madera, 24 x 43 cm
- Silvestro Lega (1826-1895);
  - Bajo la pérgola, 1868, óleo sobre lienzo, 75 x 93,5 cm
  - Mazzini moribundo, 1873, óleo sobre lienzo, 76 x 96,6 cm
  - La lectura, 1875, Óleo sobre lienzo, 38,5 x 22,5 cm
- Serafino de Tívoli (1826-1892);
- Vincenzo Cabianca (1827-1902);
- Adriano Cecioni (1836-1886);
- Raffaelo Sernesi (1838-1866);
  - Pratone alle Cascine, hacia 1860, óleo sobre cartón 12 x 19,5 cm
- Telemaco Signorini (1835-1901);
  - El suburbio Porta Adriana en Ravenna, 1875, óleo sobre lienzo, 66 x 100 cm
  - La sala de dementes de San Bonifacio, Florencia, hacia 1866/67, óleo sobre lienzo, 63 x 95 cm
- Gugliermo Ciardi (1842-1917);
  - Mies de oro, 1883, óleo sobre lienzo, 132 x 275 cm
- Giuseppe De Nittis (1846-1884);
  - Victoria Embankment, Londres, 1875, óleo sobre lienzo, 19 x 31 cm
  - Desayuno en el jardín, hacia 1884, óleo sobre lienzo, 81 x 117 cm
- Federico Zandomeneghi (1841-1931);
  - Pescando en el Sena (El Sena) 1878, óleo sobre madera, 16 x 29 cm
  - Le Moulin de la Galette, 1878, óleo sobre lienzo, 80 x 120 cm
  - Plaza de Amberes en París, 1880, óleo sobre lienzo, 100 x 135 cm
  - Juegos en el Parque Monceau, óleo sobre lienzo, 73 x 92 cm
  - Señora en la pradera, 1895, óleo sobre lienzo, 46 x 38 cm
  - Retrato de una muchacha joven, hacia 1893-1895, óleo sobre lienzo, 60,5 x 73,5 cm
- Gaetano Previati (1852-1920);
  - En la pradera, 1889/90, óleo sobre lienzo, 62 x 56,5 cm
- Giovanni Batista Segantini (1858-1899);
  - Mediodía sobre los Alpes (Día de viento), 1891, Óleo sobre lienzo, 77,5 x 71,5 cm 
  - El arado, 1890, Óleo sobre lienzo, 116 x 227 cm
- Giacomo Balla (1871-1958);
  - La novia de Villa Borghese, 1901, Óleo sobre lienzo, 60,5 x 90 cm
- Umberto Boccioni (1882-1916);
  - Retrato de la pintora Adriana Bisi-Fabbri, 1907, óleo sobre lienzo, 52 x 95 cm
- Giuseppe Pellizza de Volpedo (1868-1907); 
  - Ropa al sol, 1905, óleo sobre lienzo, 87 x 131 cm

## Galería de imágenes

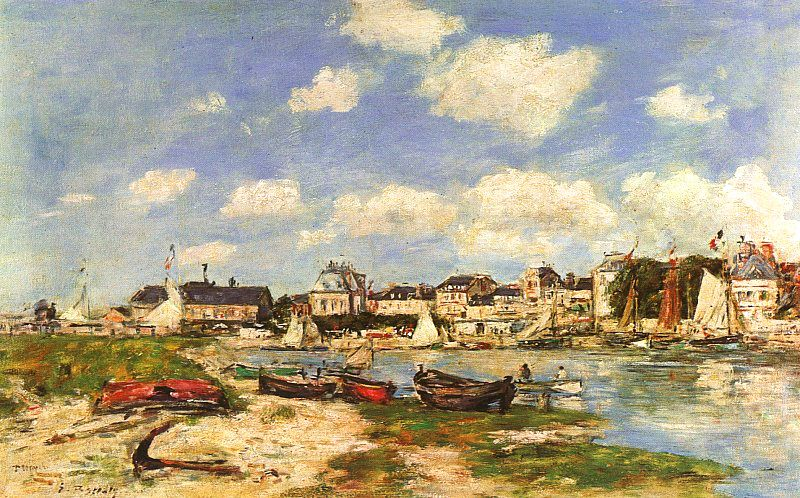
Trouville, Eugène Boudin, 1864
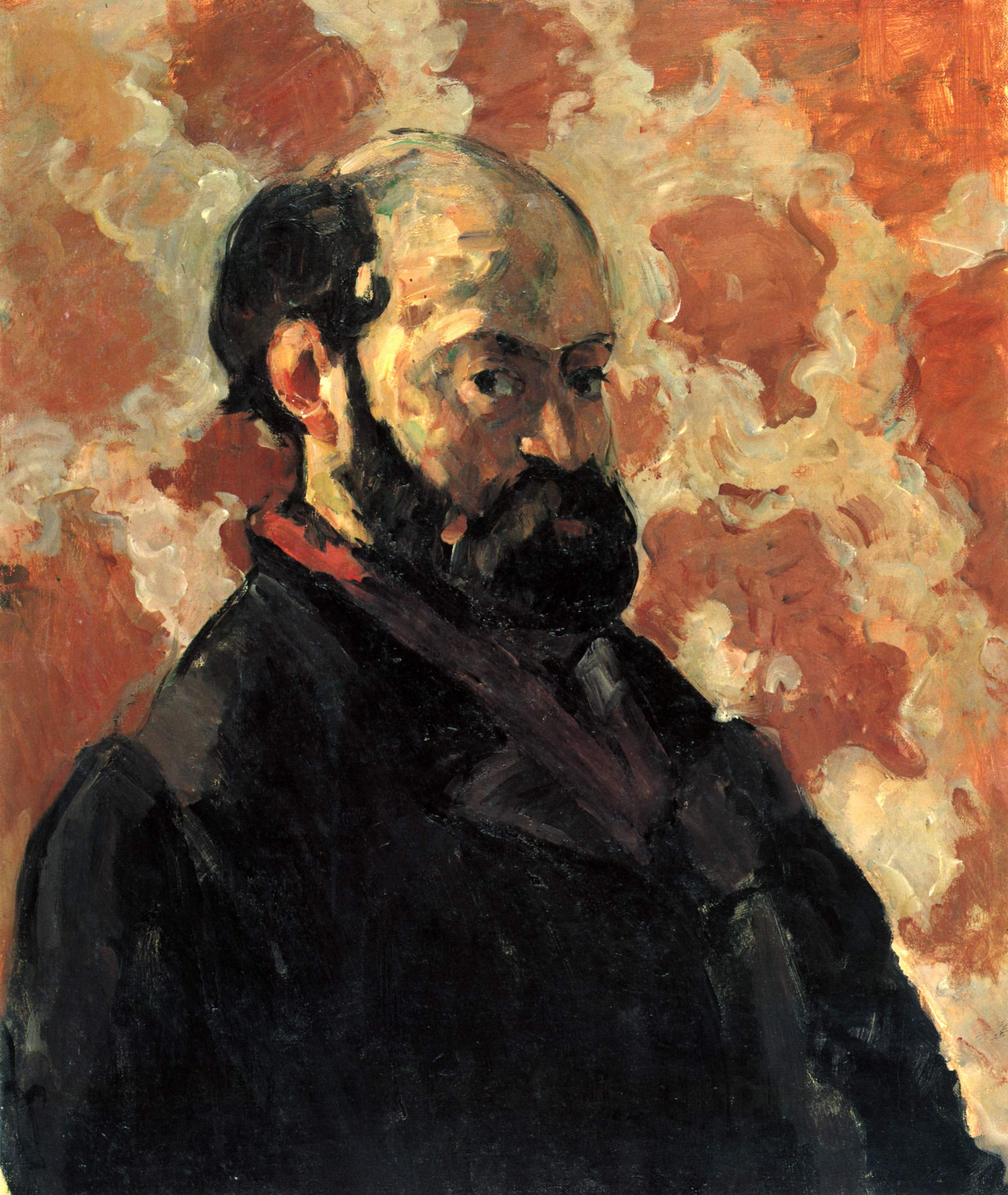
Autorretrato. Paul Cezanne, 1864
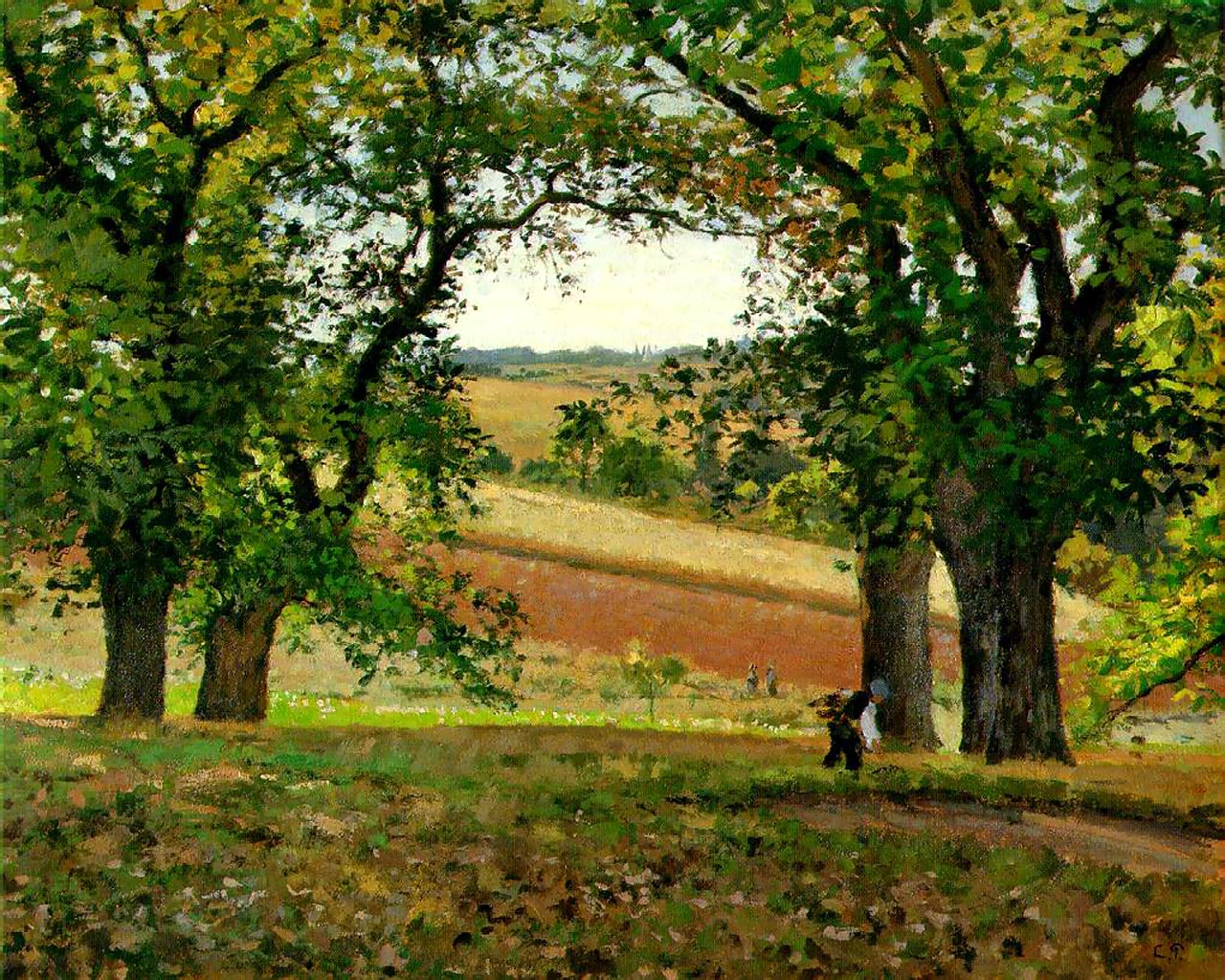
Los castaños de Osny, Camille Pissarro, 1873
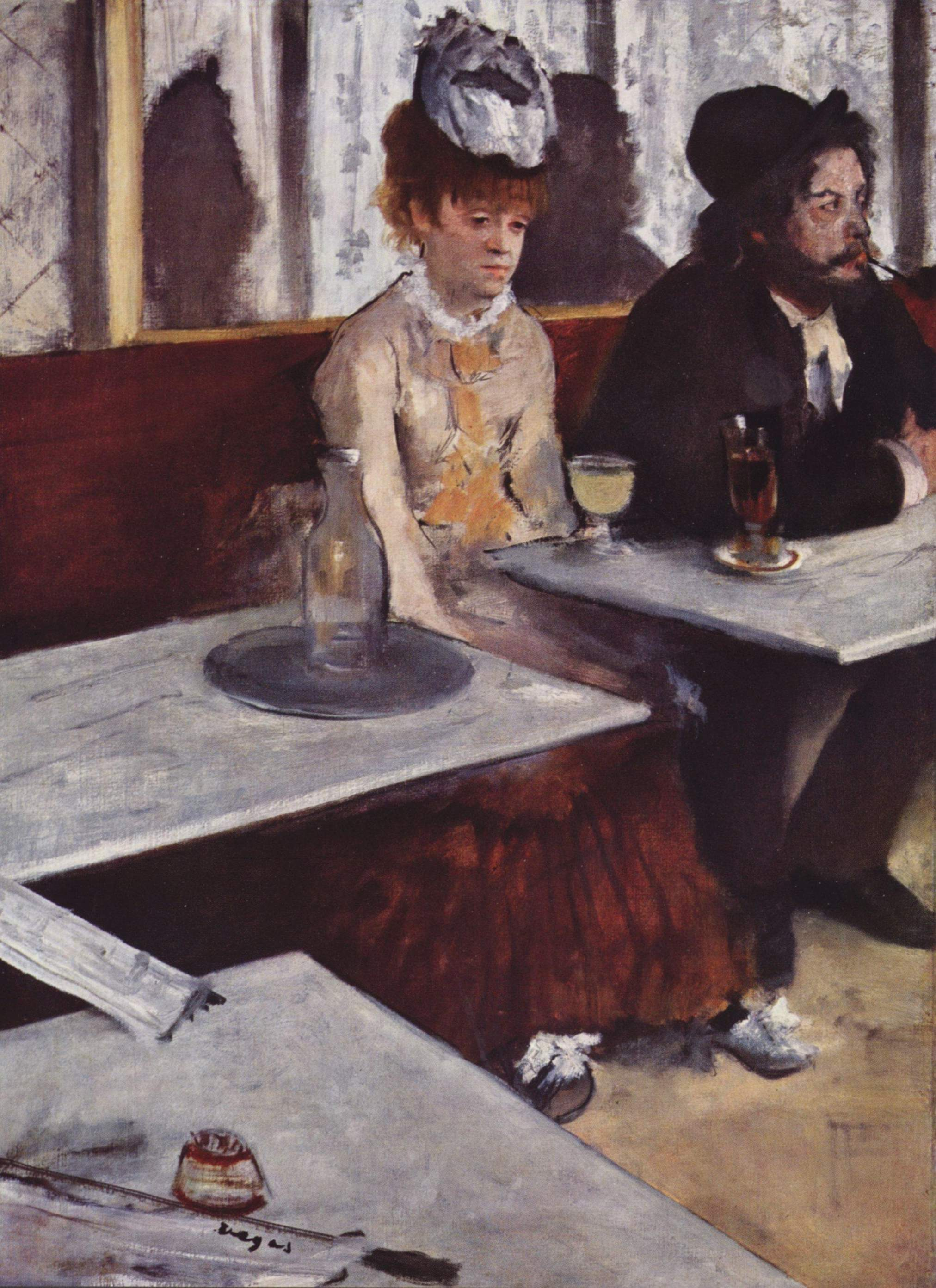
Los bebedores de absenta, Edgar Degas, 1876
Baile en el Moulin de la Galette (Le Bal au Moulin de la Galette), Pierre-Auguste Renoir, 1876
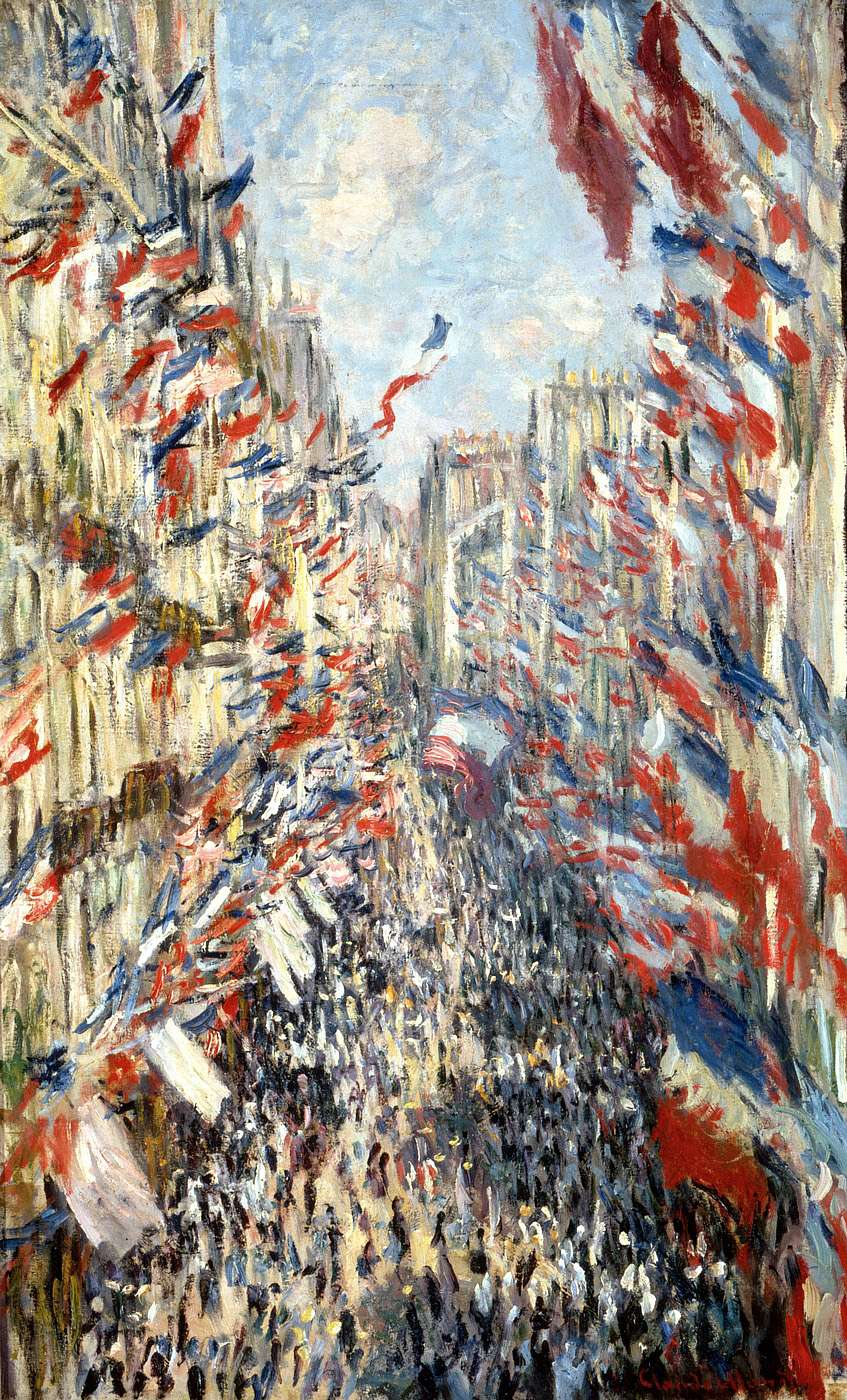
La calle Montorgueil, Claude Monet, 1878
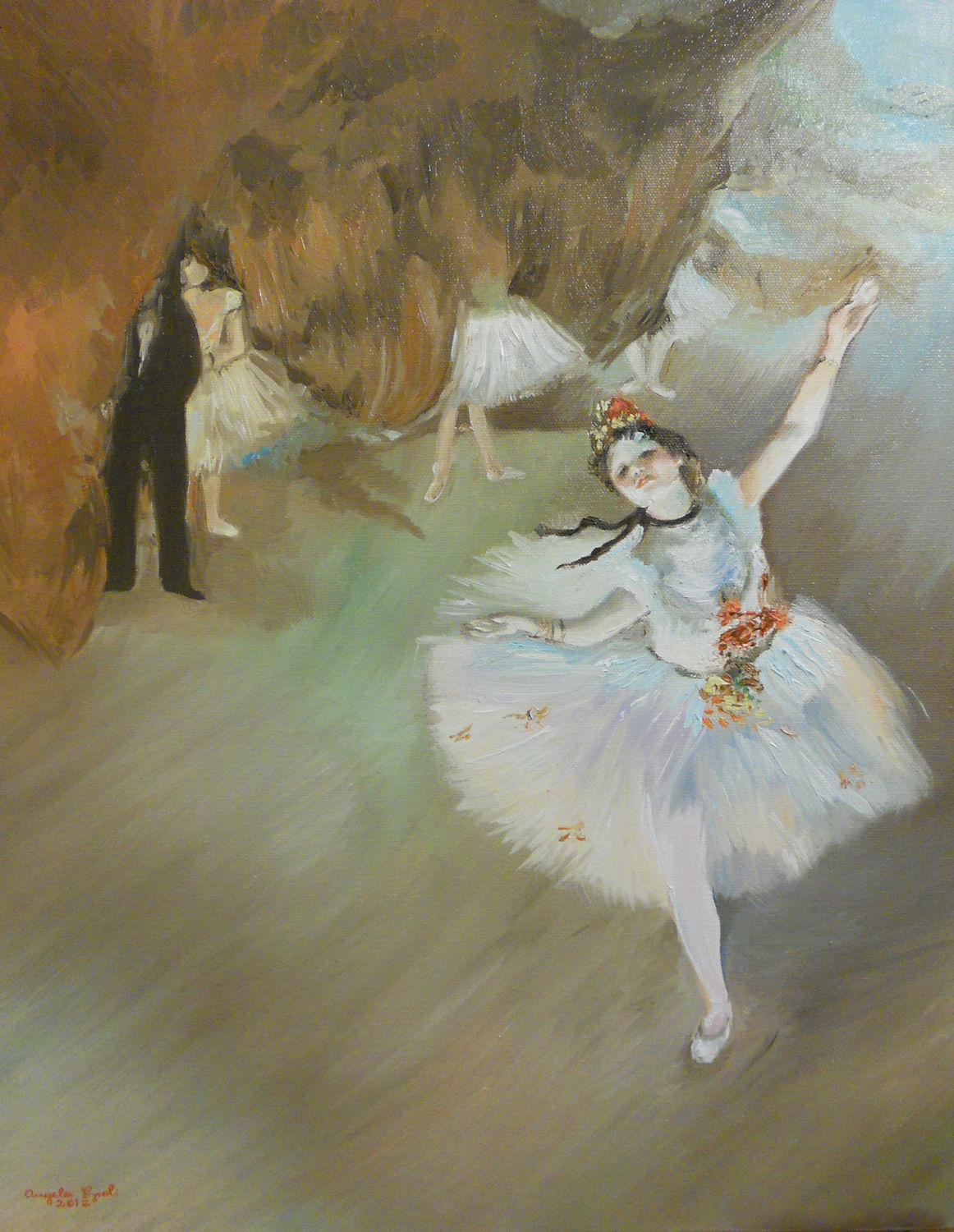
La primera bailarina, Edgar Degas, 1878
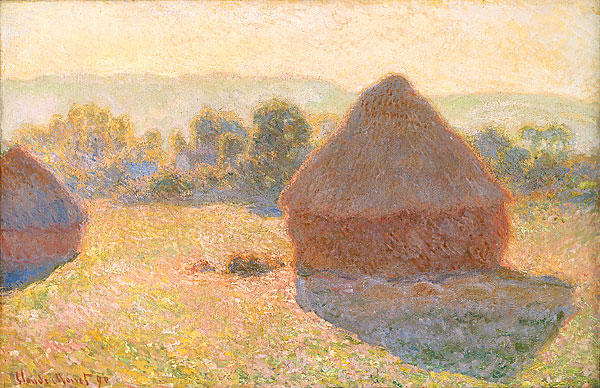
Almiares, Claude Monet, 1890
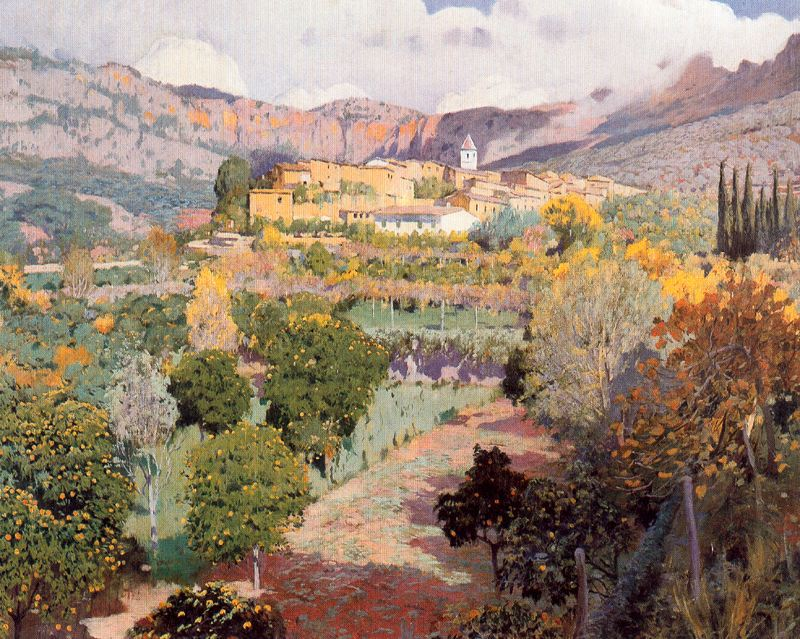
El valle de los naranjos, Santiago Rusiñol, 1901
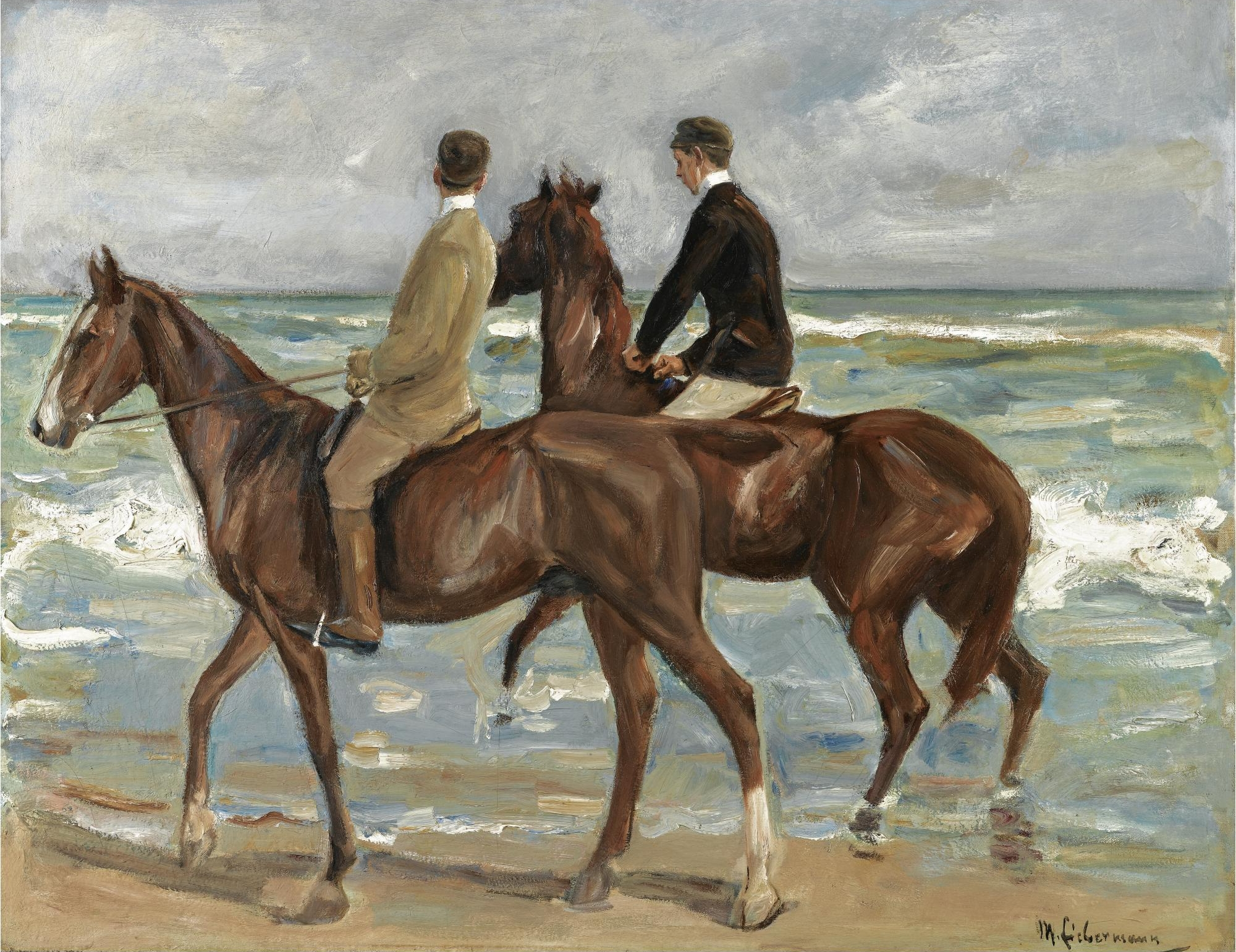
Jinetes junto al mar, Max Liebermann, 1901
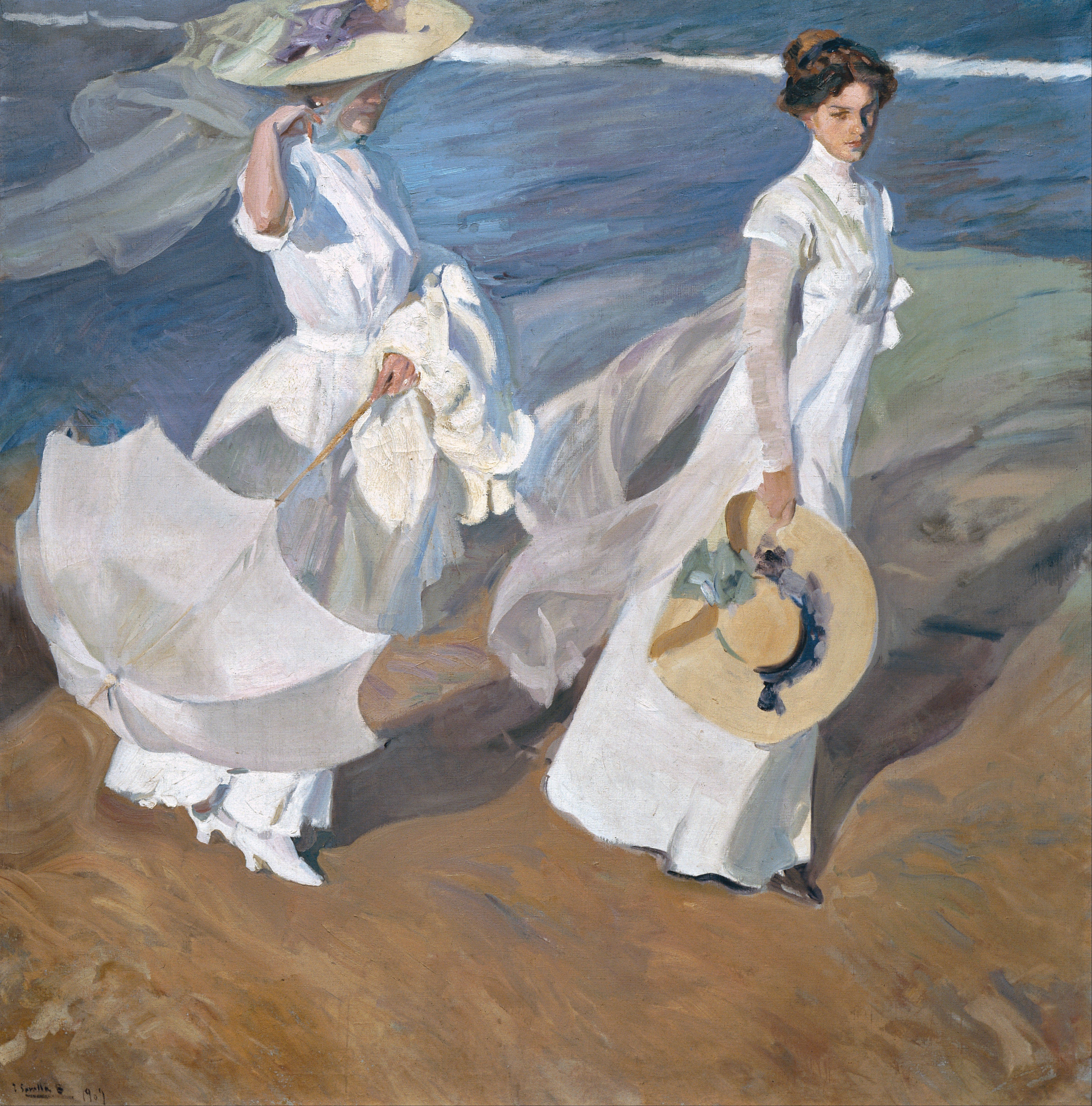
Paseo a orillas del mar, Joaquín Sorolla, 1909
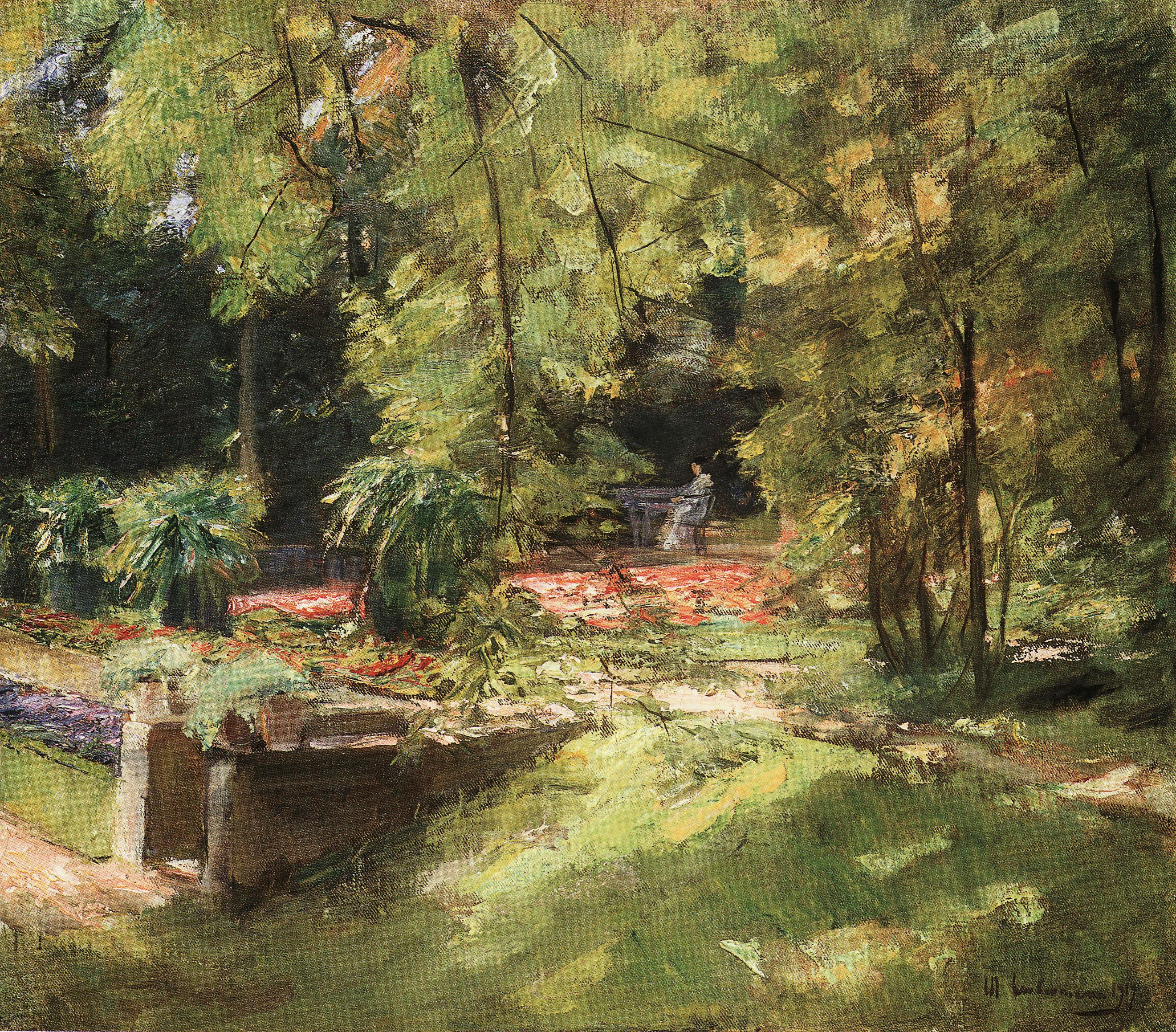
Las terrazas de flores en el jardín de Wannsee, Max Liebermann, c. 1916
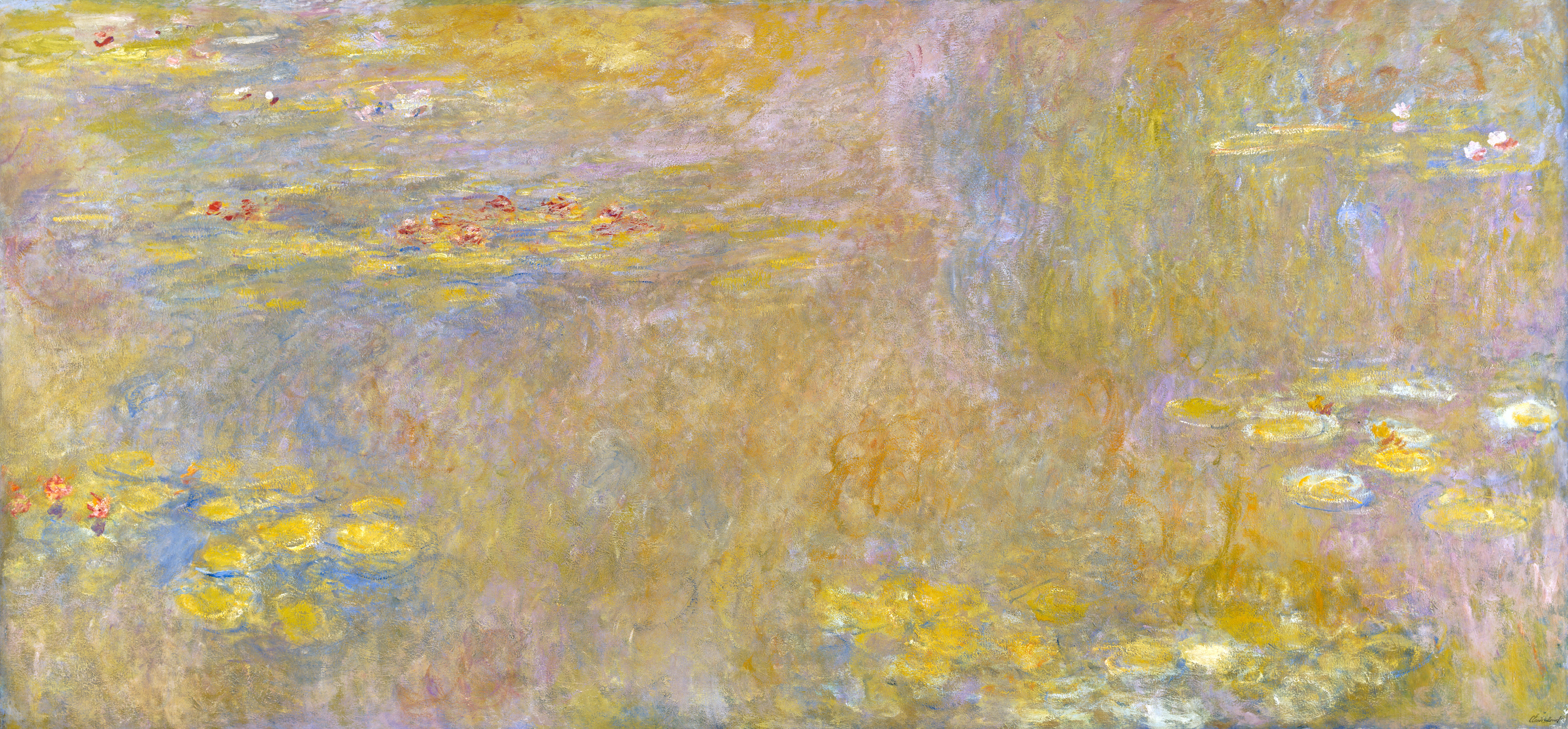
Serie: Nenúfares, Claude Monet, después de 1916